# Ульянов, Михаил Александрович
Михаи́л Алекса́ндрович Улья́нов (20 ноября 1927, Бергамак, Муромцевский район, Тарский округ, Сибирский край, СССР — 26 марта 2007, Москва, Россия) — советский и российский актёр театра и кино, режиссёр, педагог, общественный деятель. Герой Социалистического Труда (1986), народный артист СССР (1969), заслуженный деятель культуры Польши (1974), лауреат Ленинской премии (1966), Государственной премии СССР (1983), Государственной премии РСФСР им. К. С. Станиславского (1975) и кинопремии «Ника» (2000), кавалер двух орденов Ленина (1986). Один из наиболее ярких и самобытных артистов Советского Союза и постсоветской России.
Художественный руководитель Московского академического театра имени Е. Б. Вахтангова (1987—2007).
Результатом многолетней актёрской карьеры стали несколько десятков ролей на сцене и около 70 в кино. Критик Валерий Кичин писал: «Это был актёр, которому подвластны любые краски — от высокой патетики до гротеска, от народной драмы до цирковой эксцентриады». Театр имени Е. Б. Вахтангова был для него неотделимой частью жизни, «вторым домом», без которого он себя не представлял. В нём он переиграл множество крупных исторических личностей (Иосифа Сталина, Марка Антония, Гая Юлия Цезаря, Ричарда III, Наполеона Бонапарта, Сергея Кирова, Понтия Пилата, Владимира Ленина) и вымышленных персонажей знаковых пьес (Виктора в «Варшавской мелодии», Бригеллу в «Принцессе Турандот», Гулевого в «Конармии», Эдигея в «И дольше века длится день»).
Диапазон киноролей актёра был невероятно широк и варьировался от «жёстких руководителей, сильных и волевых людей» до «трусливых „стукачей“ и исписавшихся драматургов». Образ военачальника Георгия Жукова, воплощённый им в «Освобождении» и других военных фильмах (порядка 20 лент), был признан критиками и зрителями самым запоминающимся в кинокарьере актёра. Среди других известных ролей Ульянова были Егор Трубников («Председатель»), Дмитрий Карамазов («Братья Карамазовы»), генерал Григорий Чарнота («Бег»), драматург Ким Есенин («Тема»), Сергей Абрикосов («Частная жизнь»), Он — бывший муж («Без свидетелей»), Иван Афонин («Ворошиловский стрелок»), «Отец» («Антикиллер»).
Как режиссёр он участвовал в съёмках «Братьев Карамазовых», самостоятельно поставил полнометражный кинофильм и не один театральный спектакль. В 1987 году стал художественным руководителем Вахтанговского театра и занимал этот пост до конца жизни. В качестве писателя был автором пяти книг о себе и своей профессии. За свою деятельность был удостоен многих наград и регалий, получил специальный приз жюри Венецианского кинофестиваля (1983).
Ульянов скончался вечером 26 марта 2007 года в одной из больниц Москвы. Причиной смерти стали серьёзные проблемы с почками, развившиеся на терминальной стадии онкологического заболевания. 29 марта актёра похоронили в Москве на Новодевичьем кладбище с воинскими почестями, за организацию которых выступили московские ветераны Великой Отечественной войны. 

## Биография

### Детство
Ульяновы обосновались в Сибири ещё во времена деятельности Петра Столыпина. Дед Михаила добывал золото на Алдане, где, скорее всего, потерял ногу, позже работал писарем в Бергамаке. Дедушка и бабушка по отцовской линии закончили свою жизнь на Васюганских болотах, куда были сосланы большевиками.
Михаил Ульянов родился 20 ноября 1927 года в селе Бергамак Муромцевского района (ныне Омская область России). Отец Александр Андреевич Ульянов (11 октября 1903 — 29 января 1974) был директором небольшой деревообрабатывающей артели, мать Елизавета Михайловна Ульянова (в девичестве Жукова) (5 ноября 1907 — 2 февраля 1966) — домохозяйкой. В современных СМИ встречается дезинформация, будто Ульянов был зарегистрирован под девичьей фамилией матери, что не соответствует действительности и никогда не подтверждалось самим Ульяновым ни в многочисленных интервью, ни в одной из пяти книг. Вместе с Мишей подрастала его сестра Маргарита (2 апреля 1931 — 30 апреля 2017).

Михаил Ульянов (второй слева) с родителями и сестрой, предположительно начало 1930-х годов

Когда Мише было три года, семья переехала в село Екатерининское, расположенное неподалёку от Бергамака. Прожив там недолгое время, Ульяновы направились в город Тара, где поначалу жили в арендованном флигеле. В Таре мальчик и провёл всё своё детство и юность.
Ульянов рос обычным советским мальчиком: играл в казаки-разбойники, участвовал в лыжных соревнованиях и осенних походах за кедровыми шишками, бегал в кинотеатры:
В кино, куда мы, мальчишки, бегали часто, тоже увлекал только, так сказать, сюжет: „А он сейчас как стрельнет!“, „Посмотри, посмотри, как он сейчас понесётся!“. Замечательна эта мальчишеская способность — всё заранее знать и переживать горячо, как впервые. Хоть в сотый раз смотришь фильм, знаешь все движения героев картины, а всё принимается непосредственно, взаправдашно, и замирает сердце, и стучат босые ноги о пол от восторга, и горят глаза радостью победы или отчаяньем поражения.
В 1941 году, с началом Великой Отечественной войны, отец 13-летнего Миши ушёл на фронт. Александр Андреевич воевал в сибирских пехотных дивизиях в Старой Руссе в должности политрука, был ранен в ногу, с окончанием военных действий награждён орденом Красной Звезды. Семья неоднократно навещала его в селе Черёмушки, что под Омском. Сам Михаил Ульянов в 10 классе получил повестку в военкомат, но наверху постановили, что рождённые в 1927 году пока защищать Родину не будут.
В школе Ульянов учился средне, отвлекало постоянное участие в литературных вечерах. Первая в его жизни роль — отец Варлаам в любительской постановке «Бориса Годунова». До пятнадцати лет Ульянов не имел ни малейшего представления о театре, пока Тару не посетили труппы из Тобольска и Омска. Однажды юноша зашёл в детскую студию при Национальном академическом украинском драмтеатре имени М. Заньковецкой, который в то время был в эвакуации в Таре. Там подростки читали стихи, и Ульянов постепенно, «потихоньку, помаленьку, случайно увлёкся театром, во многом оттого, что не было в Таре во время войны ничего другого». Руководитель студии Евгений Просветов посоветовал ему ехать в Омск и поступать в студию при областном театре, написав рекомендательное письмо руководителю Омского театра Лине Самборской.

### Обучение азам актёрского мастерства

#### Омск: первые преподаватели и уроки
Поселившись в Омске, куда мать, Елизавета Михайловна, проводила его всего лишь с мешком картошки, Ульянов два года проучился в студии при Омском областном драматическом театре; художественного руководителя и ведущую актрису театра Лину Самборскую молодой Ульянов и его сокурсники считали «недосягаемой вершиной». Позже актёр вспоминал, что, увидев её, «статную, величественную, как Екатерина Великая», понял, что в студию его, «небольшого такого крепыша-головастика», не примут. Тем не менее, прочитав отрывок из «Мёртвых душ», он получил «зелёный свет».
Этот «мучительный», как его называл сам Ульянов, этап своей жизни он прошёл нелегко, работая над этюдами, посещая репетиционный зал театра и играя в массовке в некоторых спектаклях. Индивидуальные занятия с Ульяновым проводил актёр театра Михаил Иловайский, эрудит, «завораживавший» студийцев своими рассказами о людях, которые повстречались ему на его жизненном пути. Одновременно с обучением в студии Михаил Ульянов пытался пройти полный курс обучения и в Омской школе лётчиков-истребителей, но не успел, так как война завершилась. Помимо этого, Ульянов полгода работал утренним диктором на Омском радио, «постепенно привык к микрофону».
Тогда же, пытаясь хоть как-нибудь исправить свой высокий звонкий голос, Ульянов кричал так, что на это обратил внимание его сосед по дому и коллега по драмтеатру Николай Колесников. Результатом  стал столь характерный, «хриплый, сорванный голос», которым Ульянов обладал до конца жизни.
За время обучения в Омской студии Ульянов познакомился со многими именитыми артистами и сыграть немало ролей в учебных постановках, в том числе Бориса («Гроза»), Шмагу («Без вины виноватые»), Кочкарёва («Женитьба»). Однако все эти два года Ульянов мечтал сыграть Яго в «Отелло» — роль, которую, к огромному сожалению Ульянова, ему тогда так и не поручили.

#### Москва: учёба и Театр имени Вахтангова
Народ в вагоне был разный, но среди них были москвичи, и я жадно прислушивался к их разговорам о столице, стараясь представить, какая она. Я заметил, что никакие рассказы, никакое знакомство по фотографиям, кинокартинам не даёт представления о городе. Недаром говорят: «Лучше раз увидеть, чем сто раз услышать».
В 1941 году в Омск был эвакуирован Театр имени Е. Б. Вахтангова, который два года работал под одной крышей с Омским драматическим театром, о чём сохранились восторженные воспоминания местных актёров — в частности, о работах Алексея Дикого, в те годы служившего в Вахтанговском театре (Ульянову почему-то запомнилась «студия Дикого», закрытая ещё в 1936 году).
В августе 1946 года с благословения отца он отправился в Москву — поступать в театральную студию. Перед отъездом отец подарил сыну трофейный немецкий пистолет; в столице первый же патруль задержал его из-за подозрительного, испуганного вида, однако пистолет чудом не нашли. Ульянов поселился в Сокольниках у знакомой отца, пожилой работницы шоколадной фабрики, жившей в старом двухэтажном доме на 3-й Сокольнической улице. Там же, в одноимённом парке, Ульянов учил стихи для поступления.
В столицу он приехал, не имея, по собственному признанию, ни малейшего представления о театральных школах, долго и безуспешно искал студию Дикого и, убедившись, что в Москве её нет, наугад попытался поступить в Щепкинское училище при Малом театре и в Школу-студию МХАТ. «Провалившись всюду, я впал в панику. Аховое было положение — домой вернуться не мог, не взяли бы, а без театра себя уже не представлял», — рассказывал позже Ульянов. Отчаявшийся Ульянов подумывал даже о том, чтобы попросить прославленную актрису Веру Пашенную, набиравшую тогда курс в Щепкинское училище, принять его к себе, и даже нашёл место её проживания, но так и не решился постучать в дверь.
В Театр имени Вахтангова Ульянова привёл случай: на улице он встретил бывшего сокурсника по омской студии и только от него узнал, что у вахтанговцев есть собственная школа — не «студия Дикого», а Училище имени Щукина. В этот раз Ульянову повезло: принимавший экзамены ректор училища Борис Захава зачислил его на первый курс. Из дома знакомой отца он переехал в общежитие на Трифоновской улице. Так как студентов на курсе оказалось около 40, решено было разбить их на две группы: одна отошла к Елизавете Алексеевой, другая — к Леониду Шихматову и Вере Львовой, к которым и попал Ульянов. Шихматов и Львова были строгими и придирчивыми преподавателями, студентов заставляли работать на совесть.
В Щукинском училище с давних пор существовала традиция с первого же курса приучать студентов к самостоятельной работе: они могли сами ставить спектакли, выбирая материал на собственный вкус. Михаил Ульянов, Юрий Катин-Ярцев и Иван Бобылёв поставили спектакль «Два капитана» по роману Вениамина Каверина, исполнив в нём ключевые роли. Успех вдохновил Ульянова, и он совместно с Евгением Симоновым поставил «Бориса Годунова», в котором исполнил главную роль. Захава их смелость не оценил, заметив, что работать «по ремеслу» они, к счастью, ещё не научились, а «по искусству» — до такой работы пока не доросли. Десятилетия спустя Ульянов писал: «Это был урок, который я по сей день помню и очень ценю. В искусстве ничего легко и сразу не даётся».
Четыре года, как позже заявлял Ульянов, пробежали незаметно, и пришло время выпускных спектаклей. Молодому актёру были поручены две роли: Нил («Мещане» Максима Горького) и Макеев («Чужая тень» Константина Симонова). На премьерах присутствовали, как тогда было принято, известные театральные режиссёры столицы и представители Министерства культуры.
В 1950 году руководство Театра имени Вахтангова приняло в труппу четверых выпускников училища (хотя обычно брали одного—двух): Вадима Русланова, Николая Тимофеева, Михаила Дадыко и Михаила Ульянова. Прежде чем принять окончательное решение, художественный руководитель театра Рубен Симонов попросил Ульянова отрепетировать роль Сергея Кирова в пьесе «Крепость на Волге» Ильи Кремлёва, так как исполнитель этой роли Михаил Державин стал часто болеть. Отрывок, подготовленный к показу, пришлось играть перед худсоветом на огромной сцене театра, и молодому актёру было так страшно, что он уже не думал ни о роли, ни о театре — только бы не выходить на эту сцену: «Как я пролепетал весь текст, как не сел мимо стула, как я дожил до конца отрывка, я не помню». Но приглашение в театр он получил.
В июне уже официальный «вахтанговец» Ульянов получил из рук ректора Захавы диплом, где было указано: «…окончил полный курс Театрального училища имени Б. В. Щукина, и ему присвоена квалификация актёра драматического театра».

### Первые театральные сезоны и роли в кино
Тогда, летом, «вахтанговцы» уехали на гастроли в Минск, а Ульянов проведал родителей в Таре, где «отъедался, отсыпался и ждал сентября, когда начнётся мой первый сезон»:
Ах, эти далекие невозвратные каникулярные дни, когда ты приезжаешь отощавший и отвыкший от своих, входишь в такой уменьшившийся дом, наклоняешь голову, боясь удариться о притолоку, ставшую такой низкой, прижимаешься к счастливой и без конца хлопочущей маме, закуриваешь с отцом из привезённой тобой в подарок пачки дорогих папирос и ешь, ешь без конца. Долгожданное домашнее тепло. И ты счастлив и немножко горд, что приехал из самой Москвы, и рассказываешь о своей учёбе, о жизни в столице, о её ритме (это тогда-то!). И счастливые отец и мать готовы слушать без конца твои рассказы о не таких уж и понятных им студенческих проблемах.
Это был единственный полный отпуск в его жизни; отдохнув, актёр возвратился в Москву и приступил к работе в Театре имени Вахтангова.
Вскоре после прихода Ульянова в театр руководство вспомнило о роли Кирова. Ввести актёра в спектакль и помочь ему с разработкой роли доверили авторитетному педагогу Анне Орочко. Ульянов работал, «стараясь выполнять все задания и все подсказки Анны Алексеевны», и в день его дебюта на вахтанговской сцене Орочко подарила ему фотографию Рубена Симонова и Бориса Щукина с подписью «Если бы юность умела, а старость могла». Летом 1951 года Державин внезапно скончался в возрасте 48 лет. Ульянов остался единственным исполнителем роли Кирова, хотя и считал, что совершенно на неё не подходит («…беда заключалась в том, что из этого крепкого тела торчало на тонкой юношеской шее худое лицо плохо питавшегося студента»).
В первые годы работы в театре Михаил Ульянов играл много — Симонов считал его перспективным актёром. Тем не менее «из-за малоопытности и однообразия материала» Ульянов «не получал радости» от работы. В числе таких работ бригадир Баркан («Государственный советник»), Артём («Макар Дубрава») и Яков («Егор Булычов и другие»).
Репертуар театра изменился с наступлением «оттепели»: в 1958 году Александра Ремизова поставила «Идиота», поручив Ульянову сложнейшую роль Парфёна Рогожина. «Актер в этой роли, — писал Наум Берковский, — не погрешил ни грубостью, ни мелкостью. Ульянов поставил себе верную задачу: сделать понятным, почему и как Рогожин может оказаться крупным и красивым человеком, а страсть его — по-своему значительной и привлекательной».
С момента поступления в Театр имени Вахтангова Ульянова буквально засыпали приглашениями в кино. Однако пробы проходили безрезультатно, пока в 1953 году Клеопатра Альперова не позвала его попробовать себя в роли вожака комсомольцев Петрограда Алексея Колыванова в картине Юрия Егорова (человека, проложившего, как считал Ульянов, ему дорогу в кино) «Они были первыми». Театральный сезон только что закончился, и Ульянов вместе со съёмочной группой отправился в Ленинград. Там он долгое время проживал в гостинице, и только в начале следующего театрального сезона стартовали съёмки сцен с его участием. Позже Ульянов вспоминал, что был подавлен тем, как он выглядит на экране: «Всё мне не нравилось в себе: фигура, лицо, голос, глаза… Конечно же, я не ожидал увидеть такое неуклюжее, некрасивое, кургузое и очень старающееся что-то сыграть существо».
Примерно в это же время Ульянов познакомился со звездой нашумевшего фильма «Небесный тихоход» Аллой Парфаньяк. Актёр долго ухаживал за ней, отбил её у легенды советского экрана Николая Крючкова, и в 1959 году они расписались в одном из ЗАГСов столицы. В декабре того же года у супругов родилась дочь Елена.
В конце десятилетия Ульянов много и тяжело работал — как в театре, так и в кино. Он снова сотрудничал с Юрием Егоровым в ленте «Добровольцы», где на съёмках «имел счастье» общаться с Леонидом Быковым, о котором позже очень тепло отзывался. Также исполнил главную мужскую роль в картине «Екатерина Воронина». Все эти фильмы принесли ему «начальный опыт, знания и навыки актёрского труда на съёмочной площадке».
С 1954 года вёл педагогическую работу в Театральном училище имени Б. В. Щукина.

### 1960-е

#### «Битва в пути»
Однако своей первой успешной ролью сам Ульянов считал инженера Дмитрия Бахирева в производственной драме Владимира Басова «Битва в пути» (1961). «…Мне удалось по-настоящему ощутить огромную воздействующую силу кино, его отзвук в миллионах зрительских сердец, его проникновенность в самые глухие уголки земли…», — писал он. Сначала от роли Ульянов категорически отказался, считая, что он совершенно не похож на главного героя романа Галины Николаевой. Вскоре, перечитав книгу, актёр понял, что «главное в Бахиреве всё-таки не запоминающаяся и резкая манера поведения и внешность, главное — его внутренний мир, его мировоззрение, его гражданская позиция». Когда ему повторно предложили роль, он не смог отказаться.
В 1959 году директором Театра имени Вахтангова стал «человек с редким знанием театра, психологии актёров, по-настоящему интеллигентный человек» Фёдор Бондаренко. Совместно с писателем Леонидом Леоновым он приступил к постановке пьесы по мотивам романа «Русский лес»; в главной роли Вихрова он видел только Ульянова. Ульянов никак не надеялся, что Бондаренко отпустит его на съёмки картины, но после беседы с молодым актёром тот сказал: «Ну что ж, я понимаю тебя, и, наверное, такую работу в кино не стоит упускать».
Картина имела большой кассовый и зрительский успех не только в СССР, но и за рубежом: руководитель ГДР Вальтер Ульбрихт даже приглашал Ульянова на съёмки в одном из немецких фильмов, но из-за финансовых неурядиц актёр отказался.

#### «Председатель»: всесоюзная популярность
В 1963 году Ульянов снова встретился с Владимиром Басовым на съёмочной площадке драмы «Тишина». Роль подлого доносчика Петра Быкова стала одним из немногих отрицательных образов в карьере актёра. Перед отъездом с труппой театра на гастроли в Австрию, где Ульянов должен был в очередной раз сыграть Владимира Ленина, творческий коллектив вызвала к себе министр культуры Екатерина Фурцева. Когда ей сообщили, что роль самого Ленина будет исполнять актёр, совсем недавно сыгравший подонка и «стукача» в «Тишине», Фурцева гневно воспротивилась этому, но труппу всё же отпустила.
В середине того же года Ульянову передали сценарий Юрия Нагибина «Трудный путь»; Ульянов был в восторге от «виртуозно выписанного характера Егора Трубникова» и успешно прошёл пробы. Тогда на эту же роль рассчитывал и Евгений Урбанский, но Ульянову пояснили: «Да, Урбанский подходит, но может сыграть уж очень героически, очень сильно, и исчезнет Егорова мужиковатость, заземлённость». Для подготовки к роли и создания достоверного образа Ульянов рассматривал фотографии Кирилла Орловского, послужившего прототипом Трубникова. Он играл характер сложный, угловатый, жёсткий; по словам критика Маргариты Кваснецкой, его Трубников крут и непримирим, когда дело касается главного — «поднять колхоз, накормить людей, вселить в них веру в возможность лучшей жизни»; ради этой цели он может не подчиниться указаниям начальства и оказаться безжалостным по отношению к колхозникам. Но когда районное начальство решает сместить строптивого председателя, колхозники неожиданно поддерживают его. «Когда море рук поднимается за Трубникова, — пишет Кваснецкая, — на глаза Егора навёртываются слёзы… Лицо его становится мягким, беспомощным, незащищённым. Ещё одной гранью сверкнул характер героя, засветился ярко благодаря умному, тонкому актёрскому решению Михаила Ульянова».
Картину «Председатель» снимали с августа 1963 по июль 1964 года. Именно роль Егора Трубникова принесла Ульянову всесоюзную славу, за её исполнение Ульянов был удостоен главной в стране Ленинской премии, размер которой тогда составил семь тысяч рублей. Отвечая на вопрос, почему этот фильм с таким триумфом прошёл по стране, Ульянов говорил: «Мне кажется, что в своё время успех таких фильмов, как „Битва в пути“ или „Председатель“, в создании которых мне довелось участвовать, как раз объяснялся тем, что они отвечали на некоторые важные вопросы нашего общественного развития».
По результатам традиционного ежегодного опроса читатели журнала «Советский экран» назвали Михаила Ульянова лучшим актёром года.

#### «Братья Карамазовы», «Варшавская мелодия»
Михаил Ульянов о разработке образа Мити Карамазова: 
И дома, и на съёмках, раздумывая о роли, я, в общем-то, правильно представлял её сущность. Я понимал Дмитрия как человека, доведённого до отчаяния всем страшным укладом жизни. Он погибает, так ничего и не доказав. И попытка самоубийства — это бунт, это крик, отчаяние, это невозможность поступить по-иному. Загубленный, замученный человек хочет любви от людей, помощи от бога. Но люди не понимают друг друга, люди убивают друг друга. И бог тоже не помогает. А Митя правдолюбец, и если он буянит, то от того, что никто не верит ему, не понимает его. Он мучительно ищет правду, ищет настойчиво, ищет в людях, в их взаимопонимании, казнит себя за свои ошибки и пороки, сам себя казнит больше всех других и от отчаяния и муки идёт на преступление. А в тюрьме приходит к окончательному выводу — в любви к людям надо искать правду. По существу, весь ход роли — это непрерывное исступленное стремление осмыслить одну тему: почему люди так плохо, так пакостно живут?
После премьеры «Председателя» Ульянов чувствовал себя опустошённым: «Особенно сложно и трудно начинать новую роль после работы, которая взяла всего тебя, все твои силы, которая больше года обжигала и заставляла жить с предельным напряжением», — писал он.
В феврале 1965 года из Тары Ульянову пришло трагическое известие: из жизни ушла его мать, Елизавета Михайловна. Проводив её в последний путь, актёр вернулся в Москву и приступил к съёмкам в нескольких картинах, включая «Штрихи к портрету В. И. Ленина», где он во второй раз за свою кинокарьеру сыграл Владимира Ленина; фильм положили на полку и не показывали вплоть до 1987 года. В театре актёр был задействован в роли Бригеллы в «Принцессе Турандот» и в «Варшавской мелодии», где играл главную мужскую роль Виктора.
Как выяснилось позже, «Варшавская мелодия» оказалась последним спектаклем Рубена Симонова, его творческим завещанием. Но тогда он репетировал, не жалея сил, «упивался сюжетом, текстом, наслаждаясь работой над этой изящной, умной и глубоко драматической пьесой». Ульянов спорил с Симоновым до хрипоты, пытаясь разнообразить и усложнить свой образ, сделать почти отрицательным, в то время как Рубен Николаевич «видел его в конфликте хорошего с отличным». После премьеры актёр ещё долго играл Виктора в этой постановке и всегда считал его одним из своих лучших театральных образов.
Позже в перерыве заседания Комитета по Ленинским премиям, членом которого был в то время Ульянов, он увидел именитого режиссёра Ивана Пырьева и, не рассчитывая ни на что, попросил попробовать его на какую-нибудь роль в фильме «Братья Карамазовы». Пырьев сразу же сказал, что не видит его ни в каком образе, кроме как Дмитрия. Спустя некоторое время Ульянову позвонили с «Мосфильма» и попросили явиться на пробы: собрав актёров, Пырьев начал небольшую репетицию нескольких сцен. К тому времени были утверждены только Кирилл Лавров и Марк Прудкин, причём без Прудкина Пырьев свой фильм просто не видел, а вот Ульянов был для него «вешним льдом — выдержит или провалится?». Опасения режиссёра были, скорее всего, связаны с недавним успехом «Председателя» — он боялся «заземлённости» Ульянова. Впрочем, после коротких репетиций Ульянов был утверждён на роль Дмитрия Карамазова.
До конца съёмочного процесса актёр не расставался с романом Фёдора Достоевского, что очень раздражало режиссёра, убеждавшего Ульянова не быть таким буквоедом. «По мере движения своей драмы, — писал после выхода фильма Александр Свободин, — герой Ульянова становится всё более притягателен. Его инфантильность оборачивается наивностью в высоком смысле — жаждой доверия. Если человек откроет вам сердце и в сердце этом чистота, то как же вы, люди, можете не верить ему! Это так странно, так поразительно, так бесчеловечно, что, право же, можно перестать понимать всё окружающее. Вот что играет Ульянов…»
Съёмки длились больше года, а 7 февраля Пырьев скончался от инфаркта. Закончить картину было доверено двоим экранным «братьям» — Михаилу Ульянову и Кириллу Лаврову. Как вспоминал позже Ульянов, не искушённым в режиссуре актёрам тогда очень помог Лео Арнштам, назначенный официальным руководителем постановки. Ульянов и Лавров снимали всё так, как хотел бы Иван Александрович, «хотели развить то, чего добивался Пырьев». Без Пырьева было снято три финальных эпизода: «Мокрое», «Суд над Митей Карамазовым» и «Разговор с чёртом».
Лента оправдала все ожидания Ульянова и Лаврова и даже была выдвинута на премию «Оскар» в номинации «Лучший фильм на иностранном языке», что было огромной редкостью для Советского Союза.

#### «Освобождение»
Заканчивая «Братьев Карамазовых», Ульянов получил предложение от режиссёра Юрия Озерова сыграть маршала Георгия Жукова в его масштабной военной киноэпопее «Освобождение». Поначалу актёр наотрез отказался от этой роли, понимая, что «Жуков слишком любим, слишком знаем народом», но после того, как Озеров рассказал, что маршал лично одобрил Ульянова на эту роль, поменял своё решение. Георгий Константинович, согласно словам его дочери Маргариты, после просмотра «Председателя» действительно заявил, что «артист, фамилии которого он не знает, сумевший сыграть председателя, который смог вытащить всё сельское хозяйство, сможет осилить и роль Жукова».
Ежедневно Ульянов, которому не было и 45 лет, проводил в кресле гримёров по несколько часов — именно столько занимало создание состаривающего грима. Гримёр лепила актёру накладные щёки, подбривала кончики волос, но в итоге от всего этого отказались и оставили Ульянова «со своим лицом». Для лучшего вхождения в роль Ульянов ознакомился со множеством материалов о маршале, просматривал документальные фильмы и фотографии.
Когда съёмки стартовали, Жуков был тяжело болен, и Ульянов никак не мог с ним встретиться. Выздоровев, Жуков был готов к встрече с актёром, но на этот раз «из-за потока ежедневных дел» занят был Ульянов. Съёмочный процесс киноэпопеи длился около шести лет, но за это время встреча маршала и Ульянова так и не состоялась — Георгий Константинович скончался в июне 1974 года.
В 1968 и 1969 годах были отсняты первые два фильма так называемой пенталогии «Освобождения» — «Фильм первый. Огненная дуга» и «Фильм второй. Прорыв». На закате десятилетия Ульянову было присвоено звание Народного артиста СССР.

### 1970-е

#### «Бег», «Егор Булычов и другие»
В самом начале года Ульянов прошёл пробы на роль Виктора Харламова в драме Андрея Смирнова «Белорусский вокзал», но на неё впоследствии был утверждён Алексей Глазырин.
Одной из самых известных ролей Ульянова в кино является «роскошнейшая фантасмагорическая» роль генерала Григория Лукьяновича Чарноты в картине Александра Алова и Владимира Наумова «Бег» (1970), снятой по пьесе Михаила Булгакова. По мнению Ульянова, «колоритнейшая фигура белого генерала, который бродит по Парижу в одних кальсонах, а потом выигрывает целое состояние, требовала совсем нового подхода и новых актёрских приспособлений». Актёр считал, что ему не удалась бы эта роль без столь «талантливых, тонких» режиссёров и таких партнёров, как Евгений Евстигнеев и Алексей Баталов.
Фильм Алова и Наумова снимался в основном в болгарском городе Пловдив. Съёмки финальных сцен проходили в Севастополе, а парижских — в самой столице, где Ульянов и Баталов проживали в отеле «Бонапарт». Владимир Наумов вспоминал:
Я помню, на съёмках „Бега“, который мы снимали с режиссёром Аловым, кончился съёмочный день, опустела площадка, я спрашиваю: а где ж Ульянов? Мне отвечают: да там, в декорациях ещё сидит. Я заглядываю — и вижу: он сидит и разговаривает с тараканом, рассказывает этому древнему, миллионы лет существующему созданию о том, какой под Киевом был бой, как было тепло, но не жарко… И с такой силой, с такой верой в то, что тот его понимает, Ульянов делал это — потрясающе! Я так жалел, что не было у меня с собой фотоаппарата, чтобы снять странный, удивительный контакт, на который способен, на мой взгляд, только выдающийся человек!
Энциклопедия «Кто есть кто в мире» относит эту работу Ульянова к разряду наиболее интересных в его карьере, во многом благодаря режиссуре Алова и Наумова. При этом, согласно воспоминаниям Наумова, ленту тогда чудом не положили на полку.
Вскоре молодой выпускник ВГИКа Сергей Соловьёв взялся за экранизацию пьесы «Егор Булычёв и другие». Впечатлённый «Председателем», он видел в роли горьковского Егора Булычова только Михаила Ульянова, и в объединении «Луч» при «Мосфильме» им организовали встречу. Зная актёрские методы Ульянова, Соловьёв боялся, что он не примет концепцию режиссёра, однако тот внимательно рассмотрел себя в зеркале и сказал, что ему нравится. Эпизодическую роль должен был исполнить Иннокентий Смоктуновский, однако Ульянов, едва услышав фамилию актёра, поставил Соловьеву ультиматум: либо он, либо Смоктуновский. Между съёмками Ульянов репетировал в театре роль Марка Антония в «Антонии и Клеопатре».
Фильм «Егор Булычов и другие» не имел особого успеха: причиной тому, по мнению Ульянова, было то, что «в прокате эту картину пустили на экраны самым минимальным тиражом и в самые невыгодные часы». Позже Ульянов писал, что роль Булычова, в которую он вложил чрезвычайно много сил, была незаслуженно обделена вниманием: «Иногда у меня бывает такое впечатление, что и не было такой картины, и не было тех мучительных поисков своего пути в создании этого характера, не было той предельной усталости, которую я ощущал во время съёмок, потому что они совпали с выпуском в театре спектакля „Антоний и Клеопатра“. Остались только недоумение и обида. На кого?».

#### «Антоний и Клеопатра» и дебют в режиссуре
Антоний — какой он? Естественно, приступив к работе над ролью Антония, я читал всё, что нашел, о том времени, об этом человеке. Но каким же он был? Мы с Симоновым определяли для себя Антония как человека, который всё меряет своими мерками: возможна греховная любовь, но невозможна подлость, может быть забвение любви, но не может быть предательства. … Почему такой Антоний виделся нам? И почему в поисках характера Антония мы не принимали Плутарха в расчёт? Нет, он у нас должен был быть и кутилой и человеком, предающимся всем страстям человеческим, но общее решение спектакля, условное, приподнятое, требовало, чтобы и я следовал этой стилистике.
В 1971 году Евгений Симонов поставил в Театре имени Вахтангова главный экспериментальный спектакль в своей жизни — «Антоний и Клеопатра» по пьесе Ульяма Шекспира, «одной из самых „земных“ его трагедий». Главную мужскую роль, Марка Антония, он предложил старому другу Михаилу Ульянову; Клеопатру сыграла многолетняя партнёрша Ульянова по сцене Юлия Борисова.
Симонов решил спектакль как арену римского цирка, «на которой идет игра, кровавая и беспощадная». Декорации Иосифа Сумбаташвили — арена и амфитеатр из серого металла — создавали ощущение западни, из которой, как для гладиаторов, нет иного выхода, кроме боя не на жизнь, а на смерть. По мнению Ульянова, Василий Лановой сыграл здесь одну из своих лучших ролей — «самоуверенного, полного презрения к людям» Октавиана. После премьеры в прессе появились диаметрально противоположные отзывы об актёрской работе Ульянова, а сам он запомнил из всех отзывов один: «Весь спектакль пронизан страстью и яростью Антония — Ульянова, который больше солдат, чем император и государственный человек, именно это и хорошо. С открытой грудью, с распахнутым сердцем, такой понятный и такой сегодняшний», — писала в небольшой рецензии в «Огоньке» актриса Любовь Орлова.
Ознакомившись с только что опубликованной повестью Бориса Васильева «Самый последний день», Ульянов, устав от «проявлений недоброжелательства, неоправданной злости, обидной грубости, наглого хамства, сердечной черствости», решил попробовать себя в режиссуре и поставить полнометражный фильм «о добром человеке» по этому произведению. Михаил Ульянов сам написал сценарий и исполнил главную роль Семёна Ковалёва, участкового милиционера, погибающего от рук преступника в последний день службы.
К огромному сожалению Ульянова, зрители не приняли его работу и засыпали актёра письмами: «Зачем вы остановились на этом почти „сказочном“ материале? Что вас привлекло в этой умилительной фигуре добренького милиционера? Вы же всегда играли людей сильных и волевых, и вдруг образ добродушного и даже мягкотелого человека, который по доброте своей и гибнет?». Подавленный режиссёрским провалом, Ульянов тогда же пообещал самому себе, что больше по ту сторону камеры не встанет.
Перейдя от кинорежиссуры к режиссуре театральной, Ульянов поставил в родном театре спектакль «Ситуация» по одноимённой пьесе Виктора Розова, премьера которой состоялась в 1973 году.

#### «Ричард III» и несостоявшиеся проекты
В 1974 году Ульянов дважды сыграл Георгия Жукова: в драме Игоря Таланкина «Выбор цели» и в военной киноэпопее Михаила Ершова «Блокада». На сей раз образ маршала, «выпукло, четко и определённо» выписанный Александром Чаковским в «Блокаде», пришёлся Ульянову более по душе, нежели в «Освобождении»: «Ну, скажем, я считаю, что это одна из самых точно выражающих характер Жукова картин…».
В июле Василий Шукшин пригласил актёра сыграть Фрола Минаева в своём фильме «Конец Разина». Ульянов согласился, но съёмки так и не успели начаться — в октябре Шукшин скоропостижно скончался.
Не пройдя пробы на роль Григория Распутина в историческом фильме Элема Климова «Агония», Ульянов вместе с труппой театра отправился на непродолжительные гастроли в Ереван, где вахтанговцы отрывочно увидели новый спектакль Рачии Капланяна «Ричард III». Решено было поставить трагедию Шекспира и в Москве. «Ричарда III» уже пытались ставить в Театре имени Вахтангова в 1965 году, однако спектакль не состоялся в связи со смертью исполнителя главной роли и режиссёра спектакля, одного из учителей Ульянова Михаила Астангова.

В октябре 1975 года Ульянов, также как и Астангов, был назначен исполнителем главной роли и режиссёром спектакля по предложению Капланяна. Ульянов долго искал ключ к характеру Ричарда:
«…Возможно, играть Ричарда надо не сатаной и дьяволом, а мелкой тварью, трусливой, ничтожной натурой, которая, пользуясь человеческим несовершенством, лезет в дыры и щели, а не идёт на приступ. Он, как мышь, прогрызает себе дорогу молча, тихо и как будто незаметно, готовый при малейшей опасности бежать. Но как же такое ничтожество захватило власть? Всё тем же мышиным способом, пользуясь разладом и раздором, ища лазейки и прогрызая дыры, натравливая и льстя, предавая и продавая, всегда настороженно ожидая удара. Что-то шакалье есть в нём».
В ходе создания спектакля Капланян и Ульянов прибегли к некоторым изменениям шекспировского сюжета, в частности, полностью изменили финальные сцены. Спектакль, вызвавший разноречивые отклики в прессе, шёл на сцене театра многие годы.
В 1975 году в издательстве «Молодая гвардия» вышла первая книга Ульянова — «Моя профессия». За исполнение роли Друянова в спектакле «День-деньской» Михаил Ульянов был представлен к Государственной премии РСФСР. В 1976 году избран членом Центральной ревизионной комиссии ЦК КПСС.

#### Конец 1970-х годов, «Тема»
В конце 1970-х актёр плодотворно снимался и играл в театре. Только в 1977 году состоялись премьеры трёх лент с участием Ульянова: «Личное счастье», «Обратная связь» и «Позови меня в даль светлую». В последней Ульянов осуществил давнюю мечту: снялся в картине по произведению Василия Шукшина. В театре его репертуар пополнили Гайдай в «Гибели эскадры» и ещё один Ленин в пьесе Николая Погодина «Человек с ружьём»; с этими спектаклями он принял участие в гастролях театра по всему Нечерноземью. Владимира Ильича в классическом исполнении Бориса Щукина Ульянов не принимал, считая, что тот извратил вождя, наделив его качествами «блаженного мужичка». Сам он играл его жёстко, воплощая совершенно не тот образ, который привыкли видеть жители СССР.
В ноябре 1977 года в Ростове Ульянов отметил своё 50-летие. В начале 1978 года режиссёр Глеб Панфилов, снимавший «Тему», при выборе актёра на главную роль предпочёл его Иннокентию Смоктуновскому или Алексею Баталову. Как посчитал тогда Панфилов, выбрать Смоктуновского было бы слишком поверхностно, а Баталову не хватало «мужиковатости», столь присущей сибиряку Ульянову. Ульянов так вспоминал то время:
Когда приступали к съёмкам, я видел, как мучительно колебался режиссёр, выбирая актёра на главную роль. И был неподдельно удивлён, когда Глеб Анатольевич предложил пробоваться на роль Кима Есенина мне. Всё-таки незадолго до этого я играл Егора Трубникова в «Председателе», Дмитрия в «Братьях Карамазовых»... А тут — не то сатирическая, не то ироническая история, герой-писатель выведен насмешливо, едко. А иное, вроде монолога «Край мой родимый, край...», просто ошарашивало. Читатель сценария или зритель, наверное, тоже будет ошарашен. Но сам сценарий мне понравился, а от работы с таким режиссёром, как Панфилов, конечно, не отказываются.
Съёмки картины проходили в Суздале, где по сюжету и состоялись основные события. Как и предсказывал ещё на стадии её разработки поэт Евгений Евтушенко, ленту положили на полку и запретили к показу. По мнению критика Валерия Головского, будь в главной роли тот же Смоктуновский, ни о какой «полочной» судьбе и речи бы не было, но циничного и трусливого драматурга Есенина сыграл Михаил Ульянов — Ленин, Карамазов и маршал Жуков.
Зрители ничего не знали о фильме «Тема» вплоть до 1987 года, когда был открыт 37-й Берлинский кинофестиваль. В Берлине жюри, во главе с австрийским актёром Клаусом Марией Брандауэром, присудило картине главный приз форума — «Золотого медведя»; таким образом, она стала второй и последней в истории советского кинематографа, победившей на Берлинале.

### 1980-е

#### «Последний побег» и «Частная жизнь»
Прочитав сценарий нового фильма Леонида Менакера «Последний побег», Ульянов увидел, насколько «искренне» написан он Александром Галиным, «с добрым чувством к главному герою», и согласился на участие в картине. Он быстро нашёл общий язык с режиссёром и приступил к воссозданию «экстравагантного характера» ветерана войны и руководителя духового оркестра в спецшколе Алексея Ивановича Кустова. Съёмки проходили в Ленинграде, Симферополе и Сланцах, откуда был родом прототип, настоящий Алексей Кустов, с которым актёр лично встречался. Картина не имела особого успеха, однако Ульянов остался доволен этим опытом: Алексей Иванович скончался спустя несколько лет, и эта работа стала своеобразной данью памяти «скромному человеку, который прожил незаметную, но благородную жизнь».
В 1979 году Ульянов вместе с режиссёром Гарием Черняховским создал спектакль «Степан Разин» по роману Василия Шукшина «Я пришел дать вам волю». Главного героя он стремился сыграть так, как хотел того Шукшин, — «чтобы в его судьбе отразилась судьба всего русского народа, вконец исстрадавшегося и восставшего». Такой Разин вызвал споры, неприятие одних и решительную поддержку других; Ульянов к критике относился философски: «Всякая попытка взглянуть на сложившееся представление своими глазам всегда сопровождается борьбой, непониманием, неприятием… Но нет других глаз, кроме сегодняшних… Нет другого пути в театре, кроме попыток найти свою дорогу, неизведанную, нехоженую».
В июле 1980 года Ульянов был потрясён неожиданным и ранним уходом из жизни «коллеги по цеху» Владимира Высоцкого и на его гражданской панихиде произнёс большую речь: «В нашей актёрской артели большая беда. Упал один из своеобразнейших, неповторимых, ни на кого не похожих мастеров. Говорят, незаменимых людей нет — нет, есть! Придут другие, но такой голос, такое сердце уже из нашего актёрского братства уйдёт…».
В 1982 году Ульянов практически был утверждён на неожиданную для него комедийную роль инспектора в детективе Аллы Суриковой «Ищите женщину», его напарником-полицейским должен был стать Семён Фарада. Но актёр серьёзно заболел, выбыл из проекта и Фарада.
Вместо этого Ульянов снялся у Юлия Райзмана в фильме «Частная жизнь» в роли немолодого директора предприятия Сергея Никитича Абрикосова, вынужденного уйти на пенсию. Райзман не любил актёров, слишком много снимавшихся в кино, и сперва не планировал брать на эту роль Ульянова, но позже передумал. Актёр сыграл одинокого, добросовестного человека, потерявшего смысл жизни после увольнения с работы. Каждый день ему наносили специальный состаривающий грим.
К удивлению Ульянова, предполагавшего, что история о простом советском пенсионере не может заинтересовать никого, кроме жителей СССР, лента Райзмана была отобрана в одну из внеконкурсных программ Венецианского кинофестиваля и номинирована на премию «Оскар» в категории «Лучший фильм на иностранном языке». На Лидо фильм удостоился нескольких призов, а сам актёр был награждён специальным призом жюри «за лучшее исполнение мужской роли». Позже за эту работу Ульянов получил ещё и Государственную премию СССР.

#### «Без свидетелей» и «Наполеон Первый»
Прочитав однажды в журнале «Театр» пьесу Софьи Прокофьевой «Беседа без свидетеля», Ульянов вспомнил, как Никита Михалков в разговоре с ним высказал желание поставить какой-нибудь спектакль у «вахтанговцев», и предложил ему заняться именно этой пьесой. В разгар репетиций Михалков неожиданно сообщил, что ему предложили снять по этой пьесе фильм: «Два актёра, одна декорация. У студии остались деньги. Думаю, мы сможем. А главное, есть возможность и фильм снять, и спектакль сделать. И может быть, одновременно выпустить. Представляете себе, как это заманчиво?». Однако руководство театра сочло такую переменчивость Никиты Сергеевича неэтичной и прекратило работу над спектаклем.
В 1983 году начались съёмки картины «Без свидетелей», в которой Ульянов сыграл одну из немногих своих отрицательных киноролей. Партнёршей Ульянова стала Ирина Купченко, весь сюжет разворачивался в простой советской квартире. По ходу действия фильма у героя Михаила Ульянова увеличивались зубы и менялась форма черепа — таковым был замысел Михалкова, с помощью грима подчеркивалось превращение главного героя из добропорядочного человека в настоящего монстра. Огромной проблемой стало то, что найти в стандартной квартире что-либо интересное, чем бы можно было завлечь зрителя на полтора часа, невероятно сложно.

"…"Без свидетелей" — один из примеров совершенно неожиданного поворота граней таланта и удивительных способностей перевоплощения Михаила Александровича" (Егор Кончаловский)

Для Ульянова роль бывшего мужа стала одной из самых трудных и, в том числе и по этой причине, одной из самых любимых в жизни: «Сложность была в том, чтобы в экстравагантных, почти фарсовых ситуациях оставаться человеком, а не паяцем, не скоморохом. И это была одна из самых трудных ролей. Давалась она мне очень тяжко. Этот тип ведь актёр в жизни — он всё время играет. Играет хорошего человека, играет деятельного, играет любовь. А мне, актёру, надо этого „актёра в жизни“ сыграть — эвона, какая задача стояла передо мною». С ним были солидарны критики, посчитавшие этот образ одним из лучших из когда-либо созданных актёром. Работа с Михалковым была для Ульянова большой школой.
По словам Ульянова, столько гневных писем, сколько он получил после выхода картины, ему не приходило никогда. «Чего это Ульянов так наигрывает? Он что, потерял совесть, стал так развязно играть, так нагличать?» — писали одни зрители, другие, не стесняясь, называли актёра негодяем, подлецом и подонком.
Ещё в начале 1970-х годов Ульянов прочёл пьесу Фердинанда Брукнера «Наполеон Первый» и сразу же пожелал сыграть великого диктатора. Но главному режиссёру театра Евгению Симонову пьеса показалась «слишком мелкой, поверхностной, легковесной». Ульянов смирился с тем, что Наполеона ему не сыграть, однако в 1983 году Анатолий Эфрос приступил к постановке пьесы в Театре на Малой Бронной и на главную роль пригласил Ульянова (в качестве гастролёра). С Эфросом Ульянов до этого работал в телеспектакле «Острова в океане» по Эрнесту Хэмингуэю.
Ульянов, привыкший к большой сцене Вахтанговского театра, не без труда приспосабливался к маленькому залу на Бронной. Ульянов перечитал десятки материалов о Наполеоне, посетил Государственную историческую библиотеку РСФСР, но так и не нашёл главного — «…каков он, когда остается один? В чём выражается его человеческая сущность? Где его слабость? Где боль?». Разрываясь между двумя театрами, Ульянов отправился к заместителю министра культуры РСФСР Евгению Зайцеву и потребовал от него более высокой заработной платы, подчёркивая, что залы полные и билетов не достать. На это Зайцев ответил, что актёры не на гастролях в Саратове, поэтому имеют право получать только определённую сумму.
После премьеры Виктор Розов писал: «…Ульянов чрезвычайно органично овладел внешним обликом своего персонажа. Все позы, в которых художники запечатлели на картинах Наполеона, схвачены Ульяновым и сделаны своими: и скрещённые на груди руки, и твердо ставленная на возвышение нога, и крепко сцепленные пальцы рук за спиной в моменты сильного волнения. Актёр не изображает персонаж — он им является. И шинель он носит по-наполеоновски». Среди первых зрителей был будущий генсек Михаил Горбачёв.
Спектакль был сыгран всего около двадцати раз — вскоре Эфрос перешёл в Театр на Таганке, а Ольга Яковлева, исполнительница роли Жозефины, не желала играть без него. Анатолий Васильевич хотел восстановить постановку на Таганке, но всё откладывал, а в 1987 году его не стало. Десять лет спустя по настоянию Яковлевой спектакль всё-таки был воссоздан, но уже в Театре имени Маяковского, где Наполеона играл Михаил Филиппов.

#### Снова Жуков и «Тевье-молочник»
В июле 1984 года родилась внучка Михаила Ульянова — Елизавета, названная так в честь прабабушки, матери Ульянова. По словам дочери Елены, когда она показала отцу внучку, он расплакался и впервые в жизни пребывал в состоянии абсолютного счастья. Вскоре после рождения Лизы Ульянов уехал с театром на гастроли по Дальнему Востоку России. В последующие два года Ульянов в очередной раз исполнил роль маршала Жукова в картинах «Победа», «Битва за Москву» и «Контрудар». В театре Ульянов уже давно играл исключительно главные роли; очередной такой ролью в 1984 году стал Эдигей в спектакле «И дольше века длится день» по одноимённому роману Чингиза Айтматова.
В апреле 1985 года Ульянов выступил с большой речью на пленуме ЦК КПСС, ознаменовавшем начало тотальных перемен в стране. В том же году он поставил в театре пьесу Джона Херси «Скупщик детей», пригласив на небольшую и последнюю для неё, как выяснилось позже, роль своего бывшего педагога Веру Львову. Спектакль провалился, и Ульянов поклялся себе никогда больше к режиссуре не возвращаться.
Тогда же давний друг Ульянова Сергей Евлахишвили решил поставить телеспектакль «Тевье-молочник». Приглашение на главную роль, в которой когда-то блистал Соломон Михоэлс, для самого актёра оказалось неожиданным, однако именно Тевье стал наиболее значимой его работой на телевидении, а сам Ульянов получил большое удовольствие от проработки образа. Главную женскую роль играла Галина Волчек, которую актёр называл «одной из умнейших женщин», с которыми ему приходилось встречаться. Телеспектакль оценили и зрители, и критики. Вениамин Каверин писал об Ульянове:

Я бы сказал, что он играет с необыкновенным тактом, и тоже, как это сделал бы Михоэлс, играет прежде всего характер. Причем надо сказать, что это относится не только к Ульянову. Весь спектакль построен совершенно независимо от того, как он был построен Михоэлсом, а между тем производит он не меньшее впечатление. Ульянов не стремится, как это делал и Михоэлс, возбудить жалость к себе. Он играет именно так, как это бывает в жизни, — забываешь, что действие происходит много лет назад, в незнакомых тебе местах".

Отмечалась высокая достоверность игры Ульянова, буквально прожившего роль еврея, в частности, Арон Вергелис восхищался его работой. Елизавета Метельская, которая застала оригинальную постановку, как-то сказала, что Ульянов был первым актёром после Михоэлса, который был настоящим Тевье, таким, каких она видела, проживая на Украине. После показа «Тевье-молочника» по телевидению Ульянову приходило множество писем, в которых зрители задавались одним единственным вопросом: «Скажите правду, Вы — еврей или нет?».
В 1986 году Ульянов был удостоен звания Герой Социалистического Труда. На Всесоюзном радио актёр записал моноспектакли «Тихий Дон» и «Мёртвые души». В этом же году Ульянов был единогласно избран председателем Союза театральных деятелей РСФСР, а также секретарём правления Союза кинематографистов СССР (1986—1987).

#### Худрук Театра имени Вахтангова, «Брестский мир»
Годом позже Ульянов закончил вторую книгу — «Работаю актёром», опубликованную в издательстве «Искусство».
В сентябре 1987 года Евгений Симонов добровольно покинул пост художественного руководителя Театра имени Вахтангова, и Ульянов был назначен на его место. В должность актёр вступал, «имея перед собой главную задачу — сохранить Вахтанговский театр, не дать его коллективу распасться на группки». Принимая театр после Симонова, он сразу же сформировал четыре пункта своей программы:
- привлекать в театр крупных режиссёров и драматургов;
- ставить только талантливые пьесы;
- никогда не заниматься режиссурой самому, так как, по его мнению, режиссёрским даром он не обладал;
- не сокращать труппу[13][100].

Одной из первых премьер театра под руководством Ульянова стал поставленный Робертом Стуруа спектакль «Брестский мир» по пьесе Михаила Шатрова, написанной ещё в начале 1960-х, но разрешённой к постановке лишь в годы «перестройки». Когда Стуруа приступал к репетициям, пьеса Шатрова казалась очень смелой: впервые на советской сцене появились Лев Троцкий (Василий Лановой) и Николай Бухарин (Александр Филиппенко). И работа Стуруа казалась очень смелой: в спектакле был момент, когда Ленин лежал на полу, а Арманд ставила ногу ему на грудь и начинала беседу.
Ульянов страстно играл мятущегося Ленина без всякого грима, трагическая музыка Гии Канчели органично вписывалась в революционную атмосферу. Спектакль пользовался успехом, с ним труппа гастролировала в США, Аргентине, Англии. Однако Михаил Горбачёв спектакль не принял; как предполагал Михаил Ульянов, «видимо, сказалось восприятие партократа. Впервые на сцене вместе с Лениным, как бы даже на равных, — Троцкий, Бухарин… Видимо, это не укладывалось в голове, задевало „однопартийную душу“ генсека, первого и последнего президента СССР». Вскоре после отмены цензуры выяснилось, что «смелая» пьеса Шатрова была лишь полуправдой, спектакль уже шёл при полупустых залах и в конце концов был снят с репертуара.
В ноябре Михаил Ульянов скромно отметил 60-летие. В конце десятилетия стал народным депутатом СССР (1989—1992), снялся в нескольких картинах, включая «Сталинград», где снова сыграл маршала Жукова.

### 1990-е

#### «Мартовские иды»
1990-е годы оказались самым неплодотворным десятилетием в карьере Ульянова. В 1990 году он стал членом Центральной ревизионной комиссии КПСС (1976—1990), членом ЦК КПСС (1990—1991).. В кино играл маршала Жукова в шестисерийной ленте «Война на западном направлении», в театре — неожиданную для актёра роль Иосифа Сталина в политическом фарсе «Уроки мастера» приглашённого режиссёра Романа Виктюка. Ульянов играл Сталина «с грубостью, жёсткостью, тяжёлой физиологичностью и трагическим нервом».
На очередном съезде членов Союза театральных деятелей в 1991 году Ульянова избрали на второй срок. Тогда же Михаил Ульянов во второй раз встретился с Сергеем Соловьевым на съёмочной площадке, сыграв академика Башкирцева в эксцентричной комедии «Дом под звёздным небом».
В марте режиссёр Аркадий Кац закончил постановку «Мартовских ид», идею которой подал ему Ульянов; он же исполнил роль Гая Юлия Цезаря. В 1960-е годы этот роман в письмах был опубликован Александром Твардовским в журнале «Новый мир» и «до дыр» зачитан советскими гражданами. На волне успеха телережиссёр Орлов хотел поставить по нему телеспектакль, роль Цезаря была предложена Ульянову, но по разным причинам замысел тогда не был реализован.
Ульянов показал Цезаря трагически одиноким человеком. Спектакль посещали многие члены Политбюро, включая Михаила Горбачёва. Актёр понимал, что в «Мартовских идах» показаны многие пронзительные вещи, относящиеся и к современному положению в стране. После окончания событий «чёрного октября» спектакль был показан по телевидению.
С 1992 по 1993 год актёр снялся в нескольких лентах, сыграл протоиерея Туберозова в спектакле «Соборяне» по роману Николая Лескова.

#### «Мастер и Маргарита», «Без вины виноватые»
В 1994 году Ульянов отправился с труппой на гастроли в Швейцарию. Позже снимался в Иерусалиме и окрестностях Хайфы в роли Понтия Пилата в экранизации романа Михаила Булгакова «Мастер и Маргарита». Картина по различным причинам вышла на экраны только после смерти актёра, однако и критики, и зрители выделяли его игру.
Примерно в это же время вернувшийся в столицу театральный режиссёр Владимир Мирзоев предложил Ульянову поставить в театре имени Вахтангова пьесу Гарольда Пинтера «Возвращение домой» и сыграть в ней главную роль мясника Макса. Ульянову импонировало название работы («вот это как раз то, что сейчас нужно, — вернуться к истокам, к своим корням»), но, ознакомившись с пьесой, он отказался от неё по причине «брутальной лексики, сюжета и тревожно-абсурдных смыслов этой вещи».
Годом позже он вновь появился в образе Георгия Жукова в документально-игровой ленте Юрия Озерова «Великий полководец Георгий Жуков», целиком смонтированной из предыдущих фильмов режиссёра. Под Санкт-Петербургом прошли съёмки комедии Дмитрия Астрахана «Всё будет хорошо!», где Ульянов исполнил редкую для себя комедийную роль одинокого дедушки.
В театре актёр исполнил роль Шмаги в пьесе «Без вины виноватые», которую играл ещё у Лины Самборской в 1940-е годы. Поначалу Ульянов время от времени заменял больного Юрия Волынцева, но после его смерти в 1999 году стал основным исполнителем этой роли. Именно в образе Шмаги актёр в последний раз вышел на сцену.
В 1996 году президент Борис Ельцин наградил Михаила Ульянова орденом «За заслуги перед Отечеством» III степени. В том же году издательство «Центрполиграф» выпустило третью книгу Ульянова «Возвращаясь к самому себе».

#### «Сочинение ко Дню Победы», «Ворошиловский стрелок»
В 1996 году Ульянов отказался от третьего срока на посту председателя Союза театральных деятелей и передал бразды правления Александру Калягину, одновременно получив должность Почётного председателя, который занимал до конца жизни.
В 1998 году Ульянов работал с режиссёром Сергеем Урсуляком на съёмках трагикомедии «Сочинение ко Дню Победы», где его партнёрами стали Вячеслав Тихонов и старый друг Олег Ефремов. Критик Дмитрий Быков отмечал, что лучшим из основного актёрского трио бесспорно является Ульянов: «Михаил Ульянов ещё раз доказал, что он великий актёр. Если бы автор был уверен, что Ульянова это не обидит, он назвал бы его русским Энтони Хопкинсом». Сам Ульянов так вспоминал о съёмках:

Мне интересно было поработать над этим фильмом. Во-первых, «Сочинение ко Дню Победы» — трагикомедия, довольно редкий жанр в нашем кино. Он требует особого мастерства прежде всего от режиссёра. И, по-моему, Сергей Урсуляк, выпускник Театрального училища имени Щукина, режиссёр ещё молодой, блестяще справился со своей задачей. Во-вторых, в фильме играли замечательные актёры. И в-третьих, меня привлекала тема «Сочинения» — судьба людей, всю свою жизнь отдавших служению Родине.

Сыграть роль пожилого мстителя Ивана Афонина в драме Станислава Говорухина «Ворошиловский стрелок» Ульянова вынудили финансовые и жизненные обстоятельства: актёр невероятно боялся за свою подрастающую внучку, поэтому сыграл, по сути, самого себя. Анна Синякина, исполнительница роли внучки пенсионера, вспоминала, что Ульянов помог Говорухину утвердить её на эту роль, после чего постоянно помогал молодой актрисе вжиться в образ, подсказывал и давал советы. Съёмки знаковой картины Говорухина проходили в Калуге, съёмочная группа жила в гостинице «Приокская». Ульянов признавался, что ему было приятно работать над ролью:

… К приятным эмоциям располагала обстановка, ведь съёмки шли в небольшой и уютной Калуге, которая, как мне показалось, каким-то чудом сохранила свой давний купеческо-провинциальный уклад. Нравился мне мой герой — обыкновенный старик, за плечами которого немудрящая, но честная жизнь. Только на склоне лет нет ему покоя. Мир перевернулся! Ценное обесценилось, и откуда ни возьмись такое повылазило… И получилось, что на примере этого старика вдруг на экране вскрылись беды нашего болезненного, незащищённого общества".

Александру Пороховщикову, сыгравшему одну из ключевых ролей в фильме, навсегда запомнился момент, когда из окон гостиницы он услышал, как на скамейке возле здания тихо плачет Михаил Ульянов. Пороховщиков подумал, что у актёра прихватило сердце, «…а он мне говорит: „К обрыву я подошёл, Саша! Посмотри, что сейчас снимают! Как играть?! Как жить?!“ И столько искренности в этом было, что всё сжалось внутри».
Эта работа принесла Михаилу Ульянову премии «Золотой овен» и «Ника», а также приз фестиваля «Кинотавр» за лучшую мужскую роль. По мнению актёра, «„Сочинение ко Дню Победы“ и „Ворошиловский стрелок“ были сделаны с любовью к обыкновенному человеку, с глубоким сочувствием к нему».
Под эгидой издательства «Алгоритм» была издана предпоследняя книга Ульянова «Приворотное зелье».

### 2000-е

#### «Антикиллер»
Своей последней крупной работой в кино — ролью циничного вора в законе по кличке «Отец» в боевике «Антикиллер» — Ульянов гордился. Актёр не скрывал, что при создании образа перенял хрипатость и манеры поведения дона Корлеоне из «Крёстного отца» в исполнении Марлона Брандо: «Почему бы, в самом деле, не сгустить краски и вместо российского вора в законе не сыграть американского мафиози? А вернее, не его, а просто в своей игре передать игру великого актёра в подобной роли?».
Отзывы о работе Ульянова и самом фильме были разноречивые, в частности, в письмах, полученных актёром, высказывалось недоумение по поводу того, что «актёр, прежде воплотивший не одну исполненную внутреннего благородства роль, вдруг подвизался сыграть откровенного гнусного негодяя».
В 2002 году Дмитрий Астрахан предложил Ульянову сыграть пожилого любовника в продолжении советских «Добровольцев», но актёр наотрез отказался.

#### Последние годы и смерть

Могила Михаила Ульянова на Новодевичьем кладбище Москвы

В середине 1990-х годов у Михаила Ульянова была диагностирована слабая форма болезни Паркинсона, которая с годами усиливалась. Родные всеми средствами пытались вылечить Ульянова, возили его в Китай к народным целителям, «хватались за любую ниточку».
29 апреля 2004 года в последний раз в жизни он вышел на сцену родного театра в роли Шмаги в пьесе «Без вины виноватые». За два года до кончины Михаил Ульянов в последний раз исполнил роль маршала Жукова в телесериале Юрия Кары «Звезда эпохи». Первоначально роль Жукова хотел сыграть Владимир Меньшов, но Кара посчитал, что «все зрители привыкли к Ульянову в этом образе». Георгия Константиновича снова желал сыграть и сам актёр, так как, по его мнению, после «Антикиллера» на него обиделись ветераны войны.
Однако последней работой Ульянова в кинематографе стала роль директора вертолётного завода Ивана Сенчукова в телесериале «Охота на изюбря». Сцены с участием актёра снимались всего три дня — его героя убивали в первой же серии. Уже тогда, в конце 2005 года, Ульянов постоянно жаловался на здоровье, а окружающие замечали, что он сильно похудел.
В Омске Михаилу Ульянову было торжественно присвоено звание почётного гражданина Омской области. Растроганный актёр, стоя на сцене Омского театра, со слезами на глазах вопрошал: «Что вы со мной делаете, земляки?».

У меня до сих пор стоит перед глазами эта картина: маленькая, сухонькая мама держит папу под руку и, приговаривая: «Миша, и — раз, и — раз!», тащит его по больничным коридорам… Формально она пережила мужа на полтора года, на самом деле — на два месяца. После тяжелейшего инсульта, который сразил её вскоре после его смерти, она так и не пришла в сознание и вскоре умерла.
— Елена Ульянова, дочь Михаила Ульянова
Летом 2006 года Ульянов, отдыхая в Кинешме, с приступом острой боли был эвакуирован на вертолёте МЧС, высланном по личному приказу Сергея Шойгу, и срочно прооперирован. В октябре, понимая, что состояние его здоровья всё хуже и хуже, Ульянов попытался освободить кабинет художественного руководителя родного театра, но, так как достойной альтернативы не нашлось, актёра попросили остаться до конца текущего театрального сезона. До последней недели жизни Ульянов проводил всё свободное время в своей квартире на Большой Бронной. 14 марта 2007 года он сообщил, что навсегда прощается с театральной сценой.

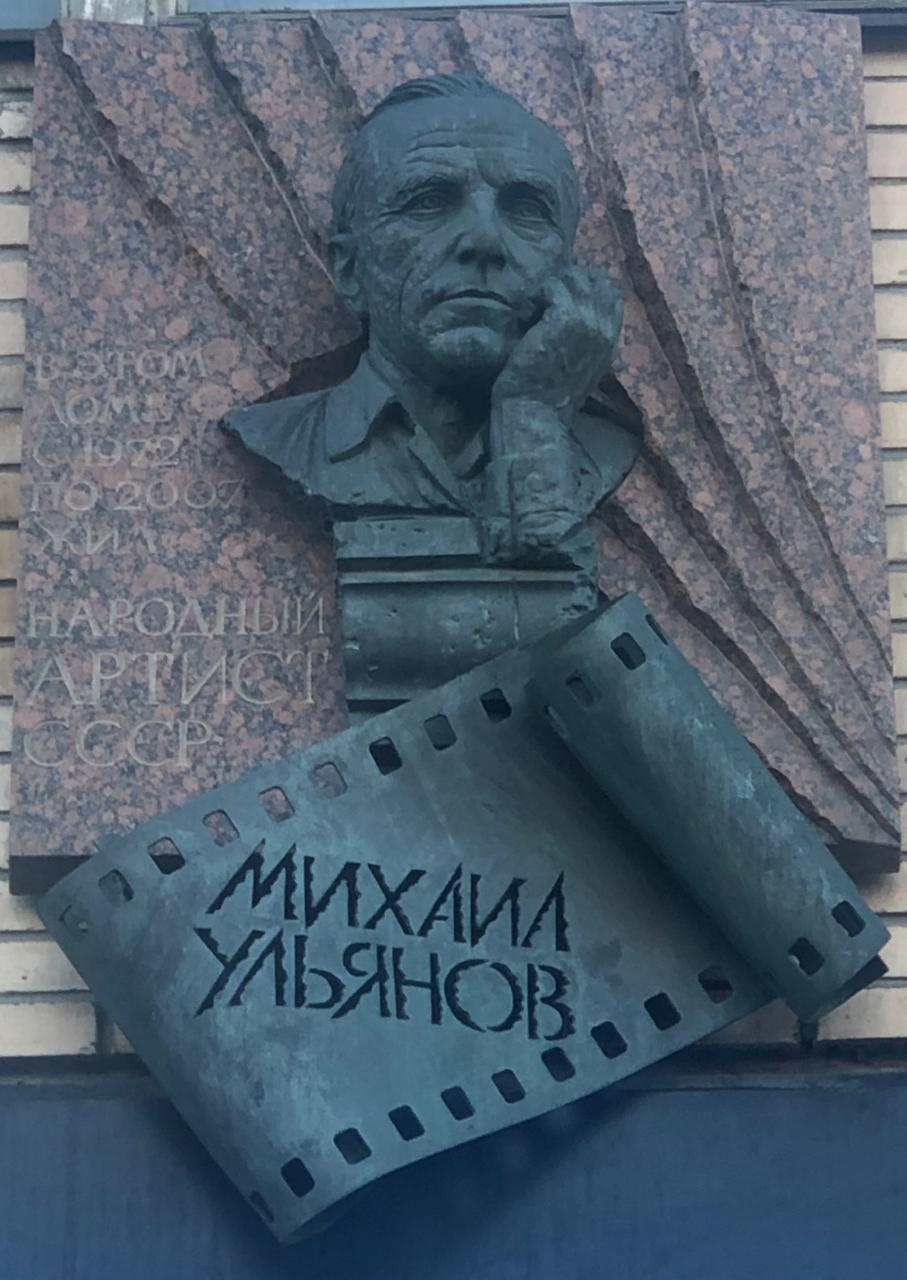
Мемориальная доска на доме, в котором жил Ульянов

22 марта актёр снова был госпитализирован после обострения хронического заболевания кишечника. После обследования выяснилось, что актёр обладает целым «букетом» заболеваний: болезнь Паркинсона, проблемы с кишечником и почками, возникшие из-за терминальной стадии рака. Тем не менее, его состояние оценивалось как стабильное. Ульянов нуждался в срочной операции, но сам от неё отказался, после чего врачи назначили ему специальный курс медикаментов, предупредив заранее, что они могут и не помочь. До последнего его навещали жена, дочь и внучка; из-за болезни Паркинсона врачи советовали актёру много ходить, что он, хоть и с трудом, но выполнял. Последнюю неделю был подключён к аппарату искусственной вентиляции лёгких.
26 марта 2007 года, накануне Всемирного дня театра, около 19:00 Михаил Ульянов скончался в Центральной клинической больнице столицы на 80-м году жизни. Телеграммы с соболезнованиями семье актёра направили президенты России и Беларуси. Генерал Владимир Шуралёв, представлявший московских ветеранов Великой Отечественной войны, настоял на организации воинских почестей на похоронах Михаила Ульянова. Александр Калягин, в свою очередь, прокомментировал кончину Ульянова так:

Узнав вчера о кончине Михаила Александровича Ульянова, я был действительно потрясен: это огромное горе, большая беда случилась в российском театре. Да и не только в театре — это, мне кажется, большая потеря для всех, кому дорога русская культура. Уход людей такого масштаба всегда бывает болезненным, он знаменует окончание целой эпохи. Мне трудно поверить, что мы потеряли этого мощного Человека, уникальную Личность, выдающегося Актёра, который не просто был кумиром многих и многих поколений зрителей — он был воплощением совести нации, воплощением русской души".

Утром 29 марта Ульянов был отпет в храме Спаса на Песках, после чего гроб с телом был установлен на сцене Театра имени Вахтангова. Попрощаться с артистом пришли его ученики и коллеги, в том числе Владимир Этуш, Юрий Яковлев, Ирина Купченко, Лев Дуров и многие другие. Тяжело больной Кирилл Лавров, ближайший друг Ульянова, приехал проститься с ним из Петербурга; на сцену Михаилу Швыдкому пришлось выводить его под руки, что, как показалось обозревателю Сергею Пальчиковскому, олицетворяло собой «уход людей, определявших наше искусство на протяжении десятилетий». Лаврова не стало ровно через месяц после смерти друга.
После многочасовой гражданской панихиды М. А. Ульянов упокоился в Москве на Новодевичьем кладбище. Посмертно была опубликована его последняя книга-исповедь — «Реальность и мечта». «У меня нет разочарований ни в прожитой жизни, ни в людях», — произнёс он незадолго до ухода.

## Личная жизнь

Алла Парфаньяк, Михаил Ульянов и их дочь Елена, предположительно, середина 1960-х годов

Ещё в Щукинском училище у Ульянова образовались длительные романтические отношения с актрисой Ниной Нехлопоченко, обучавшейся там же. Позже влюблённые расстались, Нехлопоченко переехала в Одессу, а Михаил Ульянов встретил звезду военной картины «Небесный тихоход» Аллу Парфаньяк. Она была замужем за Николаем Крючковым и считалась «первой красавицей Москвы». Несмотря на то, что у Аллы Петровны уже был сын от Крючкова, она ушла от супруга после нескольких лет ухаживаний со стороны Ульянова; в 1959 году Парфаньяк и Ульянов расписались в ЗАГСе, а в декабре того же года у них родилась дочь Елена. 
Ульянову приписывали множество романов, в том числе с Юлией Борисовой и Ириной Купченко. Борисова была партнёршей Ульянова во многих спектаклях, поэтому журналисты особенно настаивали на том, что между актёрами явно образовалась какая-то «химия». Сам Ульянов все любовные похождения на стороне неизменно отрицал, добавляя, что никого любимее Аллы у него никогда не было. Парфаньяк же, зная о первой любви Ульянова, Нехлопоченко, в случае простой болезни всегда говорила: «Когда помру, пускай Мишка женится на Нине Нехлопоченко, она хохлушка чистоплотная, хозяйственная, готовит хорошо, вяжет сама…». На каждый день рождения Парфаньяк Ульянов посвящал любимой жене стихи собственного сочинения: «Он не был поэтом, и каждая строчка давалась ему непросто — сочинял их по ночам и очень мучился», — вспоминала дочь Елена.
Ульянов настолько любил супругу, что в один день из-за неё отказался от алкоголя, к которому часто прикладывался с коллегами и друзьями. Та же самая история произошла и с курением — сигареты актёр брал в руки только на съёмочных площадках: «Но в какой-то момент мама зажала отца в угол: или алкоголь, или… И он бросил. И всю оставшуюся жизнь вообще не пил. Я видела всего два раза, как папа пригубил бокал вина. В этом проявлялся его характер. Точно так же он бросил курить. А ведь дымил как паровоз. И потом — ни одной сигареточки!» — вспоминала Елена.
Свою дочь Ульянов наотрез отговорил идти в актрисы, проводил с дочерью длительные беседы и произносил впечатляющие монологи. В конце концов, это повлияло на девушку: Елена Михайловна стала художником-графиком, долгое время работала на газету «Аргументы и факты». В дальнейшем занимала пост президента благотворительного фонда имени своего отца, помогала пожилым советским актёрам кино и театра.

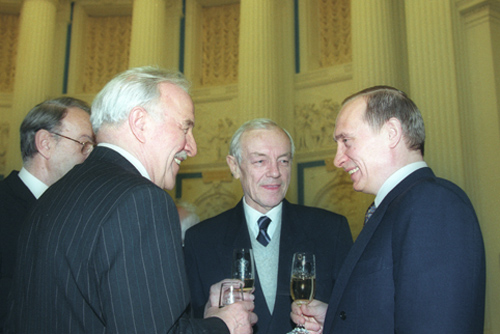
Михаил Ульянов (в профиль), Алексей Баталов (крайний слева), Кирилл Лавров (в центре) и президент России Владимир Путин на церемонии вручения премии Президента и премии имени Булата Окуджавы, 1 марта 2000

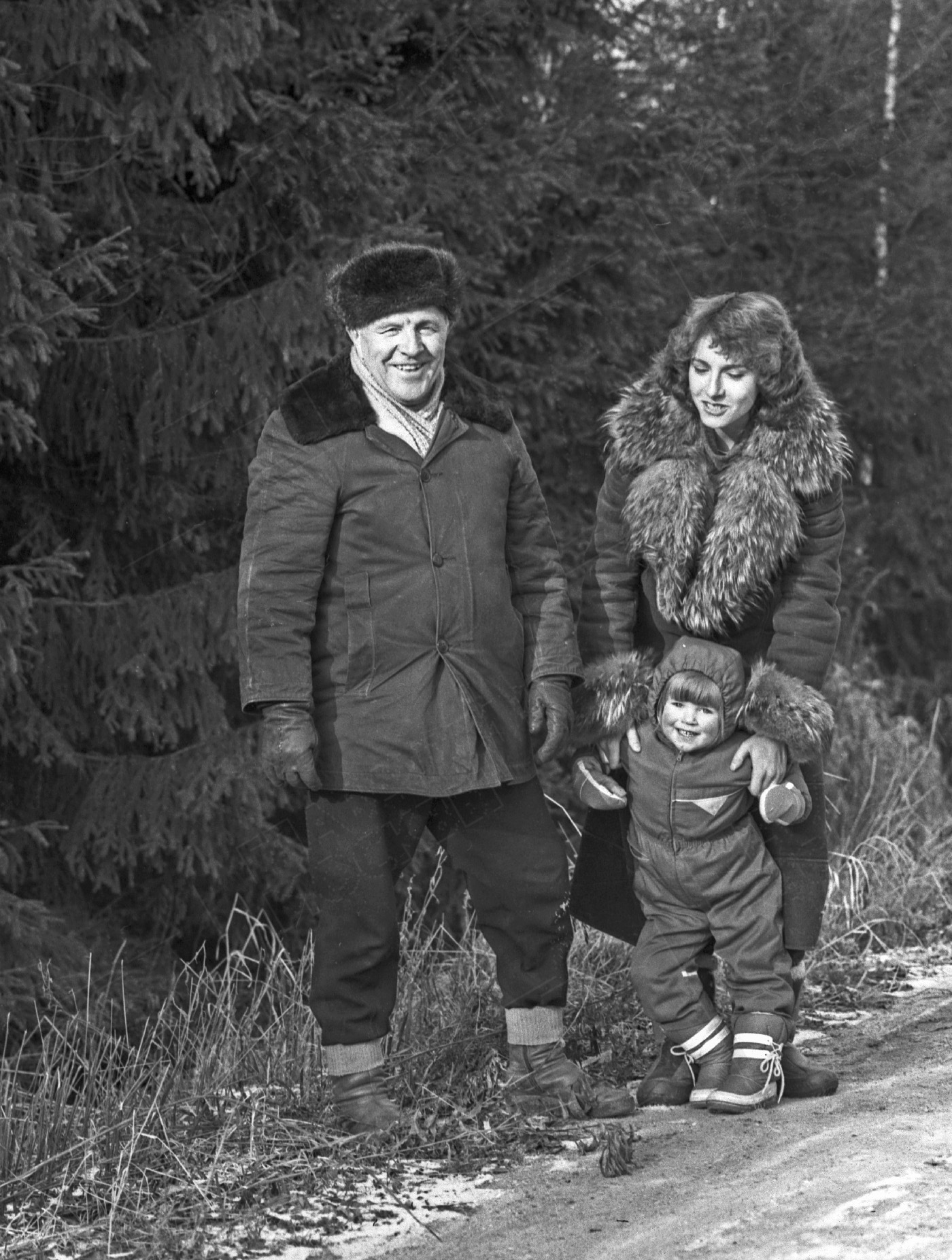
М.А. Ульянов с дочерью Еленой и внучкой Елизаветой на прогулке. Конец 1980-х гг.

В начале 1980-х годов Елена вышла замуж за журналиста и писателя Сергея Маркова, сына поэта Алексея Маркова. В 1984 году у супругов родилась дочь Елизавета, названная так в честь матери Михаила Ульянова. Девочка появилась на свет с врождённым пороком сердца, и не находивший себе места дедушка дошёл до самого Горбачёва, который в итоге «дал добро» на проведение операции за границей. В 1990 году брак Ульяновой и Маркова распался, сам Сергей Алексеевич ушёл из жизни в 2013 году. 
В 2007 году за три недели до кончины Ульянова у внучки Елизаветы родились двойняшки Игорь и Анастасия.
Отдыхать в советское время Ульянов с семьёй любил на эстонском острове Сааремаа, так как это уединённое место «давало редкую возможность отключиться от человеческого общества». Даже в отпуске Ульянов разучивал новую роль, по крупицам создавал свежий образ.
В разговоре с Сергеем Марковым Алексей Аджубей заявил, что Ульянов был одним из тех немногих, кто не отвернулся от него после кремлёвского переворота, снятия со всех постов Никиты Хрущёва и прихода к власти Леонида Брежнева. В конце 1980-х годов Ульянов был избран народным депутатом СССР и «других советов разных уровней», являлся членом Центральной ревизионной комиссии КПСС и членом ЦК КПСС. Объяснял он это так: «В те годы диктата партии было всё в политике просто: выбирали по принципу представительства. „Вот есть у нас в ЦК два сталевара, пять доярок, одна-две учительницы“ — этакий пасьянс раскладывался. И кто-то спохватывался: „Артистов-то вообще нет! Давайте-ка Ульянова выберем!“».
Ульянов был дружен с президентом СССР Михаилом Горбачёвым, часто посещавшим Театр имени Вахтангова. Весной 1993 года Михаил Ульянов вошёл в состав Комитета поддержки Бориса Ельцина в связи с проведением апрельского всероссийского референдума. На актёра обрушился шквал критики со стороны обычных граждан России, его буквально завалили гневными письмами со всей страны. В 1996 году Ульянов, наряду с другими российскими деятелями культуры, подписал агитационную листовку «Петербург, выбирай!», разосланную по городу в поддержку кандидата в губернаторы Владимира Яковлева.
В 2004 году Ульянов и Парфаньяк отметили «золотую свадьбу». Через три года Ульянов скончался; Парфаньяк пережила его на два года: летом 2007 года, через два месяца после смерти мужа, у неё случился тяжёлый инсульт, она впала в кому и в ноябре 2009 года ушла из жизни не приходя в сознание. Похоронена рядом с мужем в Москве на Новодевичьем кладбище.
Дочь Елена Михайловна Ульянова скоропостижно скончалась 15 сентября 2023 года на 64-м году жизни. Прах захоронен в Москве на Новодевичьем кладбище рядом с родителями.

## Личность

### Человек
«Аргументы и факты»: На открытии памятника я много слышала о том, что Михаил Александрович очень много помогал своим землякам. Часто к нему обращались за помощью?
Елена Ульянова, дочь Михаила Александровича: «Часто» не то слово. В прихожей на стене у отца висел список фамилий людей, которым он должен был помочь, он постоянно пополнялся и обновлялся. Я называла его списком добрых дел, фамилии людей он вычёркивал только после того, как смог помочь человеку. При этом ранг человека не имел значения. Ну а уж помочь землякам — это вообще не оговаривалось. Помню, был случай: на гастролях в Омске на сцену после спектакля поднялась девочка и подарила ему кружку с его же изображением. «Вы мне жизнь спасли. Спасибо Вам!» — сказала она. Оказалось, несколько лет назад ей была сделана сложнейшая операция на сердце. В Омске в то время таких не проводили, а родители девочки родом из Тары, и кто-то посоветовал им обратиться за помощью к Ульянову. Поначалу те сомневались: где мы, а где Ульянов! Но потом нашли его телефон, и, конечно же, папа договорился в Москве об операции. Помог и забыл, потому что таких случаев были не то что сотни или тысячи, — миллионы.

Знавшие Ульянова утверждали, что он был уникальным человеком. В личной жизни — однолюб и надёжный семьянин, в работе — перфекционист и трудоголик, кредо которого «Кто, если не я?». По свидетельству зятя актёра, Сергея Маркова, настоящими друзьями Михаила Ульянова всегда были только два человека: Юрий Катин-Ярцев и Сергей Евлахишвили.
Ульянов сильно любил свою дочь и внучку; он никогда не бил и не кричал на дочь, в дождь ехал за Леной в детский сад с резиновыми сапогами, чтобы та не промочила ноги, а спустя 20 лет шил внучке платья для её кукол. Максимум, что мог позволить себе — это многочасовая воспитательная беседа в форме монолога. «Однажды я даже сознание потеряла: сползла по стене и упала в обморок. Отец дико испугался, стал меня откачивать. А когда я пришла в себя, его самого от страха за меня впору было откачивать», — рассказывала Елена.
Когда в «лихие 90-е» подрастала внучка Лиза, Ульянов не находил себе места. Звонил несколько раз в день, переживал, волновался. Согласно предположениям Елены, в тот период Ульянов вполне мог убить за свою семью.
Друзья, коллеги и родные Ульянова отмечали, что, в отличие от сложившегося в кино сурового и непокорного образа маршала Жукова, в жизни актёр был человеком скромным, безотказным и мягким. Супруга Ульянова постоянно называла его «человеком четырёх „н“»: нет, нельзя, неудобно, неприлично. Режиссёр Сергей Соловьёв, снимавший актёра в нескольких картинах, говорил: «Более честного человека в общественных, общественно-социальных делах, чем Михаил Александрович, я в своей жизни не встречал». Ульянов не уставал повторять: на первом месте для него всегда была совесть, на втором — совесть, на третьем — совесть. Крайне ярким примером характера Ульянова служит история, рассказанная Еленой:

Папа был человеком непрактичным и отстаивать свои интересы не умел категорически. Когда режиссёр Валера Ахадов предложил отцу сыграть в его фильме «Подмосковная элегия», я поначалу не вмешивалась — всё-таки я не специалист в этих делах. Но когда жизнь стучит тебе по голове, ты очень быстро всему учишься: увидев, что съёмочный день папы оценен в 100 (!) долларов, я поняла, что нужно что-то делать, — времена были уже совсем другие, даже средние актёры получали гораздо больше. «Пап, — спросила я его, — это что?! Ты же народный артист СССР, Герой Соцтруда, твоё имя стоит очень дорого». На что он беспомощно ответил: «Я не умею торговаться…». Тогда я позвала своего друга, бывшего директора Киностудии имени Горького, мы пошли к продюсеру, постучали кулаком по столу, хотя я не умею этого делать. Нам удалось выбить Ульянову ставку в тысячу долларов за съёмочный день, хотя, наверное, она могла бы быть и больше — для нынешних актёров это не такие уж и большие суммы. Отец никогда в жизни не гонялся за деньгами — материальная сторона была для него далеко не на первом месте в жизни. И добытчиком в общепринятом смысле он не был.

В начале 1990-х годов Ульянов спас от смерти Стешу — новорождённую дочь своего друга, артиста балета Олега Карповича (1955—2014), родившуюся с врождённым пороком сердца, также, как и внучка самого Михаила Александровича. Понимая всю серьёзность положения, договорился с руководством Научного центра сердечно-сосудистой хирургии имени Бакулева, и после двух успешных операций девочка уже была полностью здорова.
В 1997-2001 годах был членом коллегии Министерства культуры Российской Федерации.
За несколько лет до смерти Ульянов отдал все свои сбережения на восстановление Спасского храма в родной Таре.
Ульянов увлекался живописью, однажды даже скупил несколько оригинальных картин Станислава Жуковского. Любимыми зарубежными актёрами Ульянова всегда оставались Джек Николсон и Марлон Брандо. С последним Ульянова часто сравнивали из-за схожих актёрских методов и масштаба их таланта. Ульянов нередко сетовал на то, что актёров такой величины, как Николсон и Брандо, немало и в СССР, но размеры их заработной платы просто несравнимы. С Брандо Ульянова связывала и такая же необъяснимая мужская притягательность: «Когда мы только познакомились с Ульяновым, он был… шикарный! У него в глазах такой мужик! Мачо! Но не конфетный, не рекламный мачо. Так взглянет — можешь содрогнуться. Мужской взгляд был. Он вообще был настоящий мужчина. Бесполое искусство он вообще не признавал», — рассказывала Елена Аросева.

### Актёр и руководитель
Критики и коллеги считали, что Ульянову была подвластна любая роль. За свою полувековую карьеру Михаил Ульянов переиграл военных деятелей и правителей, доносчиков и мерзавцев, драматургов, академиков и простых русских людей. Андрей Воронцов, обозреватель Lenta.ru, утверждал: «Ульянов был квинтэссенцией настоящего русского характера, мятущегося между прославлением власти и кровавым бунтом. Характера тяжелого, не всегда привлекательного, но готового к самопожертвованию и великому терпению».
«Михаил Ульянов, — писала в 1966 году критик Маргарита Кваснецкая, — вошёл в кино скромно и малозаметно… Признание он получил не сразу, но зато когда оно пришло, за Ульяновым прочно утвердилась слава актёра талантливого, глубокого, со своей личной, ясно и чётко выраженной темой в искусстве». Признание в кинематографе Ульянову принёс Егор Трубников, но с этой же ролью появилась опасность превращения «социального героя» в его пожизненную актёрскую маску, и четверть века спустя Юрий Барбой отметил: «Ярость, с которой М. А. Ульянов хватается за острую, порой эксцентрическую характерность, особенно заметна тогда, когда перед артистом маячит персонаж, напоминающий знаменитого героя фильма „Председатель“». Актёр отстоял своё право играть разнохарактерные роли; показательны в этом отношении слова театроведа Веры Максимовой:

Ушёл великий артист. Наверное, никогда не будет ему подобного и никогда не будет такой судьбы. Кажется, он сыграл всё. Громада ролей колышется, густеет за его плечами, устрашает числом. Там рабочие и крестьяне, председатели колхозов и директора заводов, секретари райкомов партии, инженеры-реформаторы, которые упрямством и талантом старались одолеть косность гибнущей «системы». Там исторические деятели и знаменитые революционеры, рядовые солдаты Отечественной войны и маршал Победы Жуков; легендарные герои античной древности — усталый Цезарь, которому «иды марта» пророчат близкую смерть, и римский полководец, авантюрист и простой солдат, легендарный любовник Антоний…

Георгий Товстоногов, считавший Ульянова одним из лучших современных актёров, прекрасно чувствующим «условия игры», жанр спектакля, отмечал, что играет он, почти не меняя своей внешности, он всегда узнаваем. «Однако, — писал режиссёр, — почти всякий раз вы встретите новый характер, новый образ. Создаётся он за счёт иного способа мышления, иного темпо-ритма, иной природы чувств».
Пресса отмечала, что ему всегда особенно удавались сильные характеры — Иосиф Сталин, Ричард III, Марк Антоний, Гай Юлий Цезарь, Наполеон Бонапарт, Понтий Пилат, Владимир Ленин, генерал Чарнота, и, естественно, маршал Жуков. На смерть Ульянова Сергей Пальчиковский писал: «Молодые актёрские таланты не виноваты в том, что они другие и живут в другое время. Как хочется, чтобы они были не сконструированными на скороспелых фабриках, а настоящими, подлинными. Каким был Михаил Александрович Ульянов».
К деятельности Ульянова на посту художественного руководителя Театра имени Вахтангова труппа относилась резко поляризованно: одни, в основном молодое поколение, были благодарны Ульянову, другие — ругали за организацию в театре многолетнего застоя, за постоянные приглашения к «вахтанговцам» режиссёров со стороны для отдельных постановок. Элеонора Шашкова винила в своей театральной невостребованности именно Ульянова: «Когда стал худруком Михаил Ульянов, что-то сломалось. Мне кажется, что он просто никогда не видел меня в работе. Он с худсоветом всегда смотрел первый состав. Он меня „не видит“. Я в театре десять лет без ролей». Ульянов пытался понять, что он делает не так, сильно переживал. Он возглавил коллектив в тяжелейший для всего российского театра период: «…Если бы Ульянов, со своим нравственным авторитетом, не взвалил на себя в своё время крест Вахтанговского театра, — считал Михаил Швыдкой, — судьба коллектива была бы печальной».
Будучи председателем Союза театральных деятелей, Ульянов первым же делом добился высоких пособий для пожилых актёров театра и кино. В 1993 году (по другим данным, в 1994) по инициативе актёра Союз театральных деятелей Российской Федерации учреждил театральную Премию «Золотая маска». Михаил Ульянов считал, что это должна быть независимая профессиональная награда, присуждаемая за театральные достижения: «коллеги — коллегам», — так формулировал он основной принцип выдвижения и награждения.

## Творчество

### Театральные работы
Театр имени Е. Б. Вахтангова (1950-2001)
- 1950 — «Государственный советник» М. В. Сагаловича и Б. Фаянса — Володя Баркан
- 1950 — «Макар Дубрава» А. Е. Корнейчука — Артём
- 1951 — «Крепость на Волге» И. Л. Кремлёва — Сергей Киров
- 1951 — «Первые радости», по роману К. А. Федина — Кирилл Извеков
- 1951 — «Великий государь» В. А. Соловьёва — Борис Годунов
- 1951 — «Егор Булычов и другие» М. Горького — Лаптев
- 1952 — «В наши дни» А. В. Софронова — Чорохов
- 1952 — «Седая девушка» Хэ Цзин-чжи и Дин Ни — начальник района
- 1952 — «Два веронца» У. Шекспира; постановка А. Орочко — Эгламур
- 1953 — «Раки» С. В. Михалкова — Левша
- 1953 — «Новые времена» Г. Д. Мдивани — Сухов
- 1954 — «Горя бояться — счастья не видать» С. Я. Маршака; постановка Е. Р. Симонова — солдат Иван
- 1954 — «Человек с ружьём» Н. Ф. Погодина — делегат союза кожевников
- 1955 — «На золотом дне» Д. Н. Мамина-Сибиряка; постановка А. И. Ремизовой — Вася
- 1955 — «Олеко Дундич» А. Г. Ржешевского и М. А. Каца; постановка А. Д. Дикого — Климент Ворошилов
- 1956 — «Филумена Мартурано» Э. де Филиппо; постановка Е. Р. Симонова — Микеле
- 1956 — «Шестой этаж» А. Жери; постановка Н. О. Гриценко — рабочий Жожо
- 1956 — «Необыкновенное дежурство» Е. Лютовского — Вацлав
- 1956 — «Ромео и Джульетта» У. Шекспира — князь Эскал
- 1957 — «Две сестры» Ф. Ф. Кнорре — Серёжа
- 1957 — «Город на заре» А. Н. Арбузова; постановка Е. Р. Симонова — Костя Белоус
- 1958 — «Идиот», по роману Ф. М. Достоевского; постановка А. Ремизовой — Рогожин
- 1958 — «Ангела» Г. Севастикоглу — Стратос
- 1959 — «Иркутская история» А. Н. Арбузова; постановка Е. Р. Симонова — Сергей Серёгин
- 1959 — «Стряпуха» А. В. Софронова — Серафим Чайка
- 1961 — «Стряпуха замужем» А. В. Софронова; постановка Р. Н. Симонова — Серафим Чайка
- 1962 — «Чёрные птицы» Н. Ф. Погодина — Андрей Первозванов
- 1963 — «Принцесса Турандот» К. Гоцци; постановка Е. Б. Вахтангова, возобновлена Р. Н. Симоновым — Бригелла
- 1965 — «Дион», по пьесе Л. Г. Зорина «Римская комедия»; постановка Р. Н. Симонова — Дион
- 1965 — «Серебряный бор» Ю. Ф. Эдлиса — Сторожев
- 1966 — «Особо опасная…» Ю. С. Семёнова — Борисенко
- 1966 — «Конармия», по рассказам И. Э. Бабеля; постановка Р. Н. Симонова — Гулевой
- 1967 — «Виринея» Л. Н. Сейфуллиной и В. П. Правдухина — Павел Суслов
- 1967 — «Варшавская мелодия» Л. Г. Зорина; постановка Р. Н. Симонова — Виктор
- 1969 — «Коронация» Л. Г. Зорина — Яков Иванович
- 1970 — «Человек с ружьём» Н. Ф. Погодина — Владимир Ленин
- 1971 — «Антоний и Клеопатра» У. Шекспира; постановка Е. Р. Симонова — Марк Антоний
- 1974 — «День-деньской» А. Л. Вейцлера и А. Н. Мишарина — директор завода Друянов
- 1975 — «Маленькие трагедии» А. С. Пушкина — Скупой рыцарь
- 1975 — «Фронт» А. Е. Корнейчука — Иван Горлов
- 1976 — «Ричард III» У. Шекспира; постановка Р. Н. Капланян — Ричард III
- 1977 — «Человек с ружьём» Н. Ф. Погодина — Владимир Ленин
- 1977 — «Гибель эскадры» А. Е. Корнейчука — Гайдай
- 1979 — «Степан Разин», по роману В. М. Шукшина «Я пришёл дать вам волю». Постановка Г. Черняховский и М. А. Ульянова — Степан Разин
- 1982 — «Равняется четырём Франциям» А. Н. Мишарина — Серебрянников
- 1983 — «Наполеон Первый» Ф. Брукнера — Наполеон
- 1984 — «И дольше века длится день» Ч. Т. Айтматова — Эдигей
- 1985 — «Полстраницы оперативной сводки», по мотивам произведений К. М. Симонова и Г. К. Жукова — Г. К. Жуков
- 1987 — «Брестский мир» М. Ф. Шатрова; постановка Р. Р. Стуруа — Владимир Ленин
- 1990 — «Уроки мастера» Д. Паунелла — Иосиф Сталин
- 1991 — «Мартовские иды» Т. Уайлдера; постановка А. Ф. Каца — Гай Юлий Цезарь
- 1992 — «Соборяне» Н. С. Лескова; постановка Р. Г. Виктюка — протоиерей Савелий Ефимович Туберозов
- 1993 — «Без вины виноватые» А. Н. Островского; постановка П. Н. Фоменко — Шмага
- 2001 — «Ночь игуаны» Т. Уильямса — Джонатан Коффин

Театр на Малой Бронной
- 1983 — «Наполеон Первый» Ф. Брукнера; постановка А. В. Эфроса — Наполеон Бонапарт
- 1995 — «Варвары» А. М. Горького — Цыганов

Театральное агентство «БОГИС»
- 1996 — «Последний день последнего царя» Э. С. Радзинского — Юровский

### Режиссёр театра
- 1973 — «Ситуация» В. С. Розова
- 1976 — «Ричард III» У. Шекспира (сорежиссёр)
- 1979 — «Я пришёл дать вам волю» по роману В. М. Шукшина
- 1985 — «Скупщик детей» Д. Херси.

### Участие в телеспектаклях
- 1953 — «Егор Булычов и другие» — Яков Лаптев
- 1959 — «Город на заре» — Белоус
- 1960 — «Поднятая целина»
- 1962 — «Интервью у весны» — Серафим Чайка
- 1965 — «Под каштанами Праги» — Петров
- 1969 — «Варшавская мелодия» — Виктор
- 1971 — «Принцесса Турандот» — Бригелла, начальник стражи
- 1975 — «Конармия» — Константин Гулевой
- 1977 — «Михаил Ульянов читает рассказы Василия Шукшина»
- 1977 — «Человек с ружьём» — Ленин
- 1978 — «День-деньской» — Друянов
- 1978 — «Острова в океане» — Томас Хадсон
- 1980 — «Антоний и Клеопатра» — Марк Антоний
- 1981 — «50 лет театру кукол Сергея Образцова»
- 1982 — «Ричард III» — Ричард III
- 1982 — «Кафедра» — Виктор Николаевич Брызгалов
- 1985 — «Тевье-молочник» — Тевье
- 1989 — «Брестский мир» — Ленин
- 1994 — «Мартовские иды» — Юлий Цезарь
- 1995 — «Полубог» — Александр Евграфьевич Костромской
- 2004 — «Легенда о Великом Инквизиторе» — Великий инквизитор

### Фильмография
- 1956 — Они были первыми — Алексей Колыванов
- 1957 — Дом, в котором я живу — Дмитрий Фёдорович Каширин
- 1957 — Екатерина Воронина — штурман Сергей Игнатьевич Сутырин
- 1958 — Добровольцы — Николай Кайтанов
- 1958 — Стучись в любую дверь — Михаил Прохоров
- 1958 — Шли солдаты — Егор Михайлов
- 1960 — Простая история — Андрей Егорович Данилов
- 1960 — Пусть светит! (короткометражный) — Собакин
- 1960 — 1961 — Балтийское небо — капитан Рассохин
- 1961 — Битва в пути — Дмитрий Алексеевич Бахирев
- 1962 — Молодо-зелено — Лызлов
- 1963 — Живые и мёртвые — командарм Сергей Филиппович
- 1963 — Три часа дороги (короткометражный) — Евгений Иванович
- 1963 — Тишина — Пётр Иванович Быков
- 1964 — Председатель — Егор Иванович Трубников
- 1965 — Ленин в Швейцарии — В. И. Ленин
- 1965 — Новогодний календарь (музыкальный фильм)
- 1966 — Замёрзшие молнии — Алексей Горбатов
- 1967 — Пока я жив — Фролов
- 1967 — 1970 — Штрихи к портрету В. И. Ленина — В. И. Ленин
- 1968 — Братья Карамазовы — Дмитрий Карамазов
- 1968 — 1972 — Освобождение — маршал Жуков
- 1969 — На пути к Ленину — В. И. Ленин
- 1970 — Бег — генерал Чарнота
- 1970 — Море в огне — генерал Жуков
- 1970 — Полёт «Альфа-1» — генерал Аркатов
- 1971 — Егор Булычов и другие — Егор Булычов
- 1971 — Несмотря ни на что[нем.] / Trotz alledem! — В. И. Ленин
- 1971 — Слушайте на той стороне — комкор Жуков
- 1972 — Самый последний день — Семён Митрофанович Ковалёв
- 1973 — 1977 — Блокада — генерал Жуков
- 1974 — Выбор цели — маршал Жуков
- 1976 — Легенда о Тиле — Клаас
- 1976 — Солдаты свободы — маршал Жуков
- 1977 — Личное счастье — Павел Николаевич Дорошин
- 1977 — Обратная связь — Игнат Максимович Нурков
- 1977 — Позови меня в даль светлую — Николай Игнатьевич Веселов, брат Груши
- 1979 — Тема — Ким Алексеевич Есенин
- 1980 — Последний побег — Алексей Иванович Кустов
- 1981 — Факты минувшего дня — Иван Андреевич Михеев
- 1981 — Февральский ветер — Филимонов
- 1982 — Если враг не сдаётся… — маршал Жуков
- 1982 — Транзит — Владимир Сергеевич Багров
- 1982 — Частная жизнь — Сергей Никитич Абрикосов
- 1983 — Без свидетелей — Он
- 1983 — День командира дивизии — маршал Жуков
- 1984 — Победа — маршал Жуков
- 1984 — Стратегия победы (документальный) — журналист
- 1985 — Битва за Москву — маршал Жуков
- 1985 — Контрудар — маршал Жуков
- 1987 — Выбор — Владимир Васильев
- 1988 — Наш бронепоезд — Иван Саввич
- 1989 — Закон — маршал Жуков
- 1989 — Сталинград — генерал Жуков
- 1990 — Война на западном направлении — генерал Жуков
- 1991 — Дело — Максим Кузьмич Варравин
- 1991 — Дом под звёздным небом — академик Андрей Николаевич Башкирцев
- 1992 — Кооператив «Политбюро», или Будет долгим прощание — Иван Иванович
- 1992 — Сам я — вятский уроженец — Александр Иваныч Кирпиков
- 1993 — Трагедия века — маршал Жуков, хроника
- 1994 — Мастер и Маргарита — Понтий Пилат, прокуратор Иудеи
- 1995 — Великий полководец Георгий Жуков — маршал Жуков, хроника
- 1995 — Всё будет хорошо! — Дедушка
- 1996 — Русский проект — пожилой музыкант в метро (эпизод)
- 1998 — Бедная Лиза — отец Лизы
- 1998 — Зал ожидания — Семён Петрович Фёдоров, мэр Зареченска
- 1998 — Сочинение ко Дню Победы — Иван Дьяков
- 1998 — 2002 — Самозванцы — Алексей Степанович Говоров, писатель
- 1999 — Ворошиловский стрелок — Иван Фёдорович Афонин, дед Кати
- 1999 — Д. Д. Д. Досье детектива Дубровского — Фёдор Китаев, писатель / Авгур
- 2001 — Северное сияние — отец Сергея
- 2002 — Антикиллер — «Отец», вор в законе
- 2002 — Подмосковная элегия — Сергей Андреевич Черкасский, актёр
- 2004 — Год Лошади: Созвездие скорпиона — Вадим
- 2005 — Звезда эпохи — маршал Жуков
- 2005 — Охота на изюбря — Иван Алексеевич Сенчуков

### Режиссёр кино
- 1968 — Братья Карамазовы (совместно с К. Ю. Лавровым завершил съёмки третьей серии после смерти И. А. Пырьева)
- 1972 — Самый последний день
- 1977 — Ситуация (телеспектакль)
- 1982 — Ричард III (телеспектакль)

### Сценарист
- 1972 — Самый последний день

### Озвучивание
- 1956 — Если парни всего мира... — Жос (роль Ж. Гавена)
- 1961 — Пароль «Виктория» — Орландо (роль Р. Сальватори)
- 1963 — Это случилось в милиции — голос за закадром
- 1967 — Человек и хлеб (документальный) — читает текст
- 1987 — Больше света (документальный) — читает текст
- 1994—2004 — Иван и Митрофан (анимационный) — Уч
- 1998 — Жизнь Солженицына — закадровый текст (отрывки из произведений)
- 2000 — Дети из бездны (документальный) — закадровый текст

### Участие в фильмах
- 1966 — Леонид Енгибаров (из документального цикла «Великие клоуны»)
- 1975 — Аркадий Райкин (документальный)
- 1976 — Александр Твардовский (документальный)
- 1977 — Любите ли вы театр? (документальный)
- 1981 — Слово о театре (документальный)
- 1982 — Правда великого народа (документальный) — ведущий
- 1984 — Маршал Жуков. Страницы биографии (документальный)
- 1984 — Стратегия победы (серия «Последние залпы войны») (документальный) — журналист
- 1988 — Михаил Ульянов. Хроника одной роли (документальный)
- 1988 — Ничего больше не умею (документальный)
- 1989 — В поисках правды (документальный)
- 1990 — И лично товарищу Жданову. Монолог М. Ульянова (документальный)
- 1991 — Великий инквизитор (документальный)
- 1992 — Лидия Русланова (документальный)
- 1997 — Вожди (документальный)
- 1997 — Валентина Владимирова (из цикла телепрограмм канала «ОРТ» «Чтобы помнили») (документальный)
- 1998 — Михаил Ульянов. Размышления в синем кабинете (из цикла документальных фильмов «Жизнь замечательных людей»)
- 1999 — Иван Лапиков (из цикла телепрограмм канала «ОРТ» «Чтобы помнили») (документальный)
- 1999 — Владимир Басов (из цикла телепрограмм канала «ОРТ» «Чтобы помнили») (документальный)
- 2003 — Нонна Мордюкова. Я вспоминаю… (документальный)
- 2005 — Валерий Гаврилин. Весело на душе (документальный)
- 2005 — Лидия Смирнова. «Я родилась в рубашке» (документальный)
- 2007 — Евгений Лебедев. Неистовый лицедей (документальный)
- 2007 — Ничто не вечно…Юрий Нагибин (документальный)
- 2007 — Евгений Урбанский. Неистовая жажда жить (из телевизионного документального цикла «Острова»)
- 2008 — Осколки убиенного театра (документальный)

### Работы на радио
Информация предоставлена Юрием Крохиным и Гостелерадиофондом
- 1974 — «Волчья стая» В. В. Быкова
- 1975 — «Позови меня в даль светлую» В. М. Шукшина (радиоспектакль) — Николай, брат Груши
- 1977 — «Тихий Дон» М. А. Шолохова
- 1984 — «Тебе певцу, тебе герою» (радиоспектакль) — Денис Давыдов
- 1987 — «Брестский мир» М. Ф. Шатрова (радиоспектакль) — Владимир Ленин
- 1987 — «Я пришёл дать вам волю» В. М. Шукшина
- ? — «Песня про царя Ивана Васильевича, молодого опричника и удалого купца Калашникова» М. Ю. Лермонтова
- ? — «Мёртвые души» Н. В. Гоголя
- ? — «Очарованный странник» Н. С. Лескова
- ? — «Василий Тёркин» А. Т. Твардовского
- 1992 — «Братья Карамазовы» Ф. М. Достоевского
- ? — «Роковые яйца» М. А. Булгакова (радиоспектакль)
- ? — произведения М. Е. Салтыкова-Щедрина: «История одного города», «Как один мужик двух генералов прокормил», «Премудрый пискарь», «Дикий помещик»
- 2001 — «А вот те шиш» М. И. Веллера (радиоспектакль)
- ? — «Художники» В. М. Гаршина (радиоспектакль) — Рябинин
- ? — «Скованные одной цепью» Г. Смита и Н. Янга (радиоспектакль) — Джексон
- ? — «Баня» В. В. Маяковского (радиоспектакль) — товарищ Двойкин
- ? — «Семейное счастье» В. М. Шукшина (радиоспектакль) — Беспалов
- ? — «Время, вперёд!» В. П. Катаева (радиоспектакль) — Ищенко
- ? — «Конармия», по рассказам И. Э. Бабеля (радиоспектакль)
- ? — «Тень» Шварца (радиоспектакль)
- ? — «Фронт» А. Е. Корнейчука (радиоспектакль)
- ? — «Стряпуха» А. В. Софронова (радиоспектакль)
- ? — «На золотом дне» Д. Н. Мамина-Сибиряка (радиоспектакль)
- ? — «Операция „Трест“» по роману «Мёртвая зыбь» Л. В. Никулина (радиоспектакль в 4 частях)
- ? — «Пять разговоров с сыном» А. Н. Мишарина (радиоспектакль)
- ? — «Антоний и Клеопатра» У. Шекспира (радиоспектакль)
- ? — «И дольше века длится день» Ч. Т. Айтматова (радиоспектакль)
- ? — «Без вины виноватые» А. Н. Островского (радиоспектакль)

## Книги
1. «Моя профессия». — М.: Молодая гвардия, 1975. — ISBN 978-5-235-03269-9.
2. «Работаю актёром». — М.: Искусство, 1987. — ISBN 978-5-17-055584-0.
3. «Возвращаясь к самому себе». — М.: Центрполиграф, 1996. — ISBN 5-218-00161-9.
4. «Приворотное зелье». — М.: Алгоритм, 1999. — ISBN 5-88878-035-9. — 2-е изд.: М.: Эксмо-Пресс; Алгоритм, 2001. — ISBN 5-04-007486-7.
5. «Реальность и мечта». — М.: Вагриус, 2007. — ISBN 978-5-9697-0458-9.

## Звания и награды
Источник — книга Сергея Маркова «Михаил Ульянов» в составе серии «Жизнь замечательных людей»
Государственные награды СССР и Российской Федерации:
- Заслуженный артист РСФСР (21 января 1961) — за заслуги в области советского театрального искусства[209]
- Народный артист РСФСР (26 ноября 1965) — за заслуги в области советского киноискусства[210]
- Ленинская премия (1966) — за исполнение роли Егора Ивановича Трубникова в художественном фильме «Председатель»
- Народный артист СССР (29 сентября 1969) — за большие заслуги в развитии советского киноискусства[211]
- Государственная премия РСФСР имени К. С. Станиславского (1975) — за исполнение роли Друянова в спектакле «День-деньской» А. Л. Вейцлера и А. Н. Мишарина
- орден Октябрьской Революции (1977)
- Государственная премия СССР (1983) — за исполнение роли Сергея Никитича Абрикосова в фильме «Частная жизнь» (1982)
- Герой Социалистического Труда (25 апреля 1986) — за большие заслуги в развитии советского театрального искусства и плодотворную общественную деятельность[212]
- Два ордена Ленина (в том числе (25 апреля 1986)
- орден «За заслуги перед Отечеством» III степени (17 октября 1996) — за заслуги перед государством и выдающийся вклад в развитие театрального искусства[213]
- Премия Президента Российской Федерации в области литературы и искусства 1998 года (12 января 1999)[214]

Другие награды, поощрения и общественное признание:
- Заслуженный деятель культуры Польши (1974)
- Венецианский кинофестиваль (Специальный приз жюри за исполнение главной роли в фильме Ю. Райзмана «Частная жизнь» (1982)
- КФ «Созвездие» (Приз «За выдающийся вклад в профессию», 1996)
- ОРК «Кинотавр» в Сочи (Премия в номинации «Премии за творческую карьеру», 1997)
- Театральная премия «Хрустальная Турандот» (За долголетнее и доблестное служение театру, 1997)
- Благодарность Президента Российской Федерации (18 ноября 1997) — За большой личный вклад в развитие отечественного театрального искусства и в связи с 70-летием со дня рождения[215]
- Театральная премия «Золотая маска» (Премия «За Честь и Достоинство», 1998)
- ОРК «Кинотавр» в Сочи (Приз за лучшую мужскую роль, фильм «Ворошиловский стрелок», 1999)
- МКФ «Восток—Запад» в Баку (Приз «Самый мужественный образ», фильм «Ворошиловский стрелок», 1999)
- Премия «Золотой овен» в номинации «Лучшая мужская роль» (фильм «Ворошиловский стрелок»; 1999)
- Премия деловых кругов «Кумир» («За высокое служение искусству», 1999)
- Премия «Ника» (За лучшую мужскую роль, фильм «Ворошиловский стрелок», 2000)
- Благодарность Президента Российской Федерации (14 ноября 2002) — За большой вклад в развитие отечественного искусства[216]
- Почётная грамота Правительства Москвы (14 ноября 2002) — за большой вклад в развитие отечественного театрального искусства, активную общественную деятельность и в связи с 75-летием со дня рождения[217]
- Международная премия Станиславского (Международный Фонд К. С. Станиславского, 2003)[218]
- Орден «За честь и доблесть» — за служение российскому народу и нагрудный знак «Золотой Олимп» (2005)
- Единоличный почётный титул «Суперзвезда» (2005)
- Орден «За вклад в Победу» (2005)
- Почётный гражданин Омской области (2005).

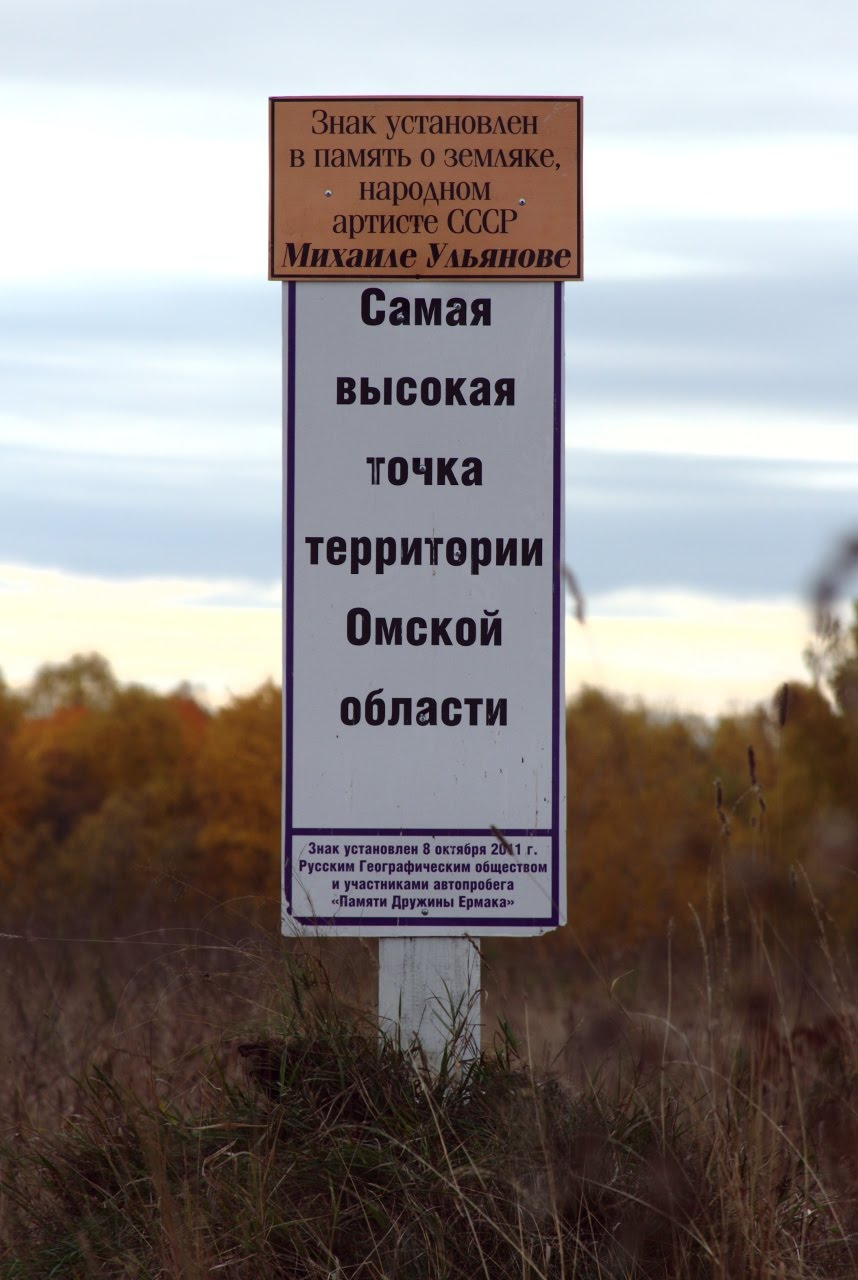
Самая высокая точка Омской области

- Почётный гражданин Тары.

## Память

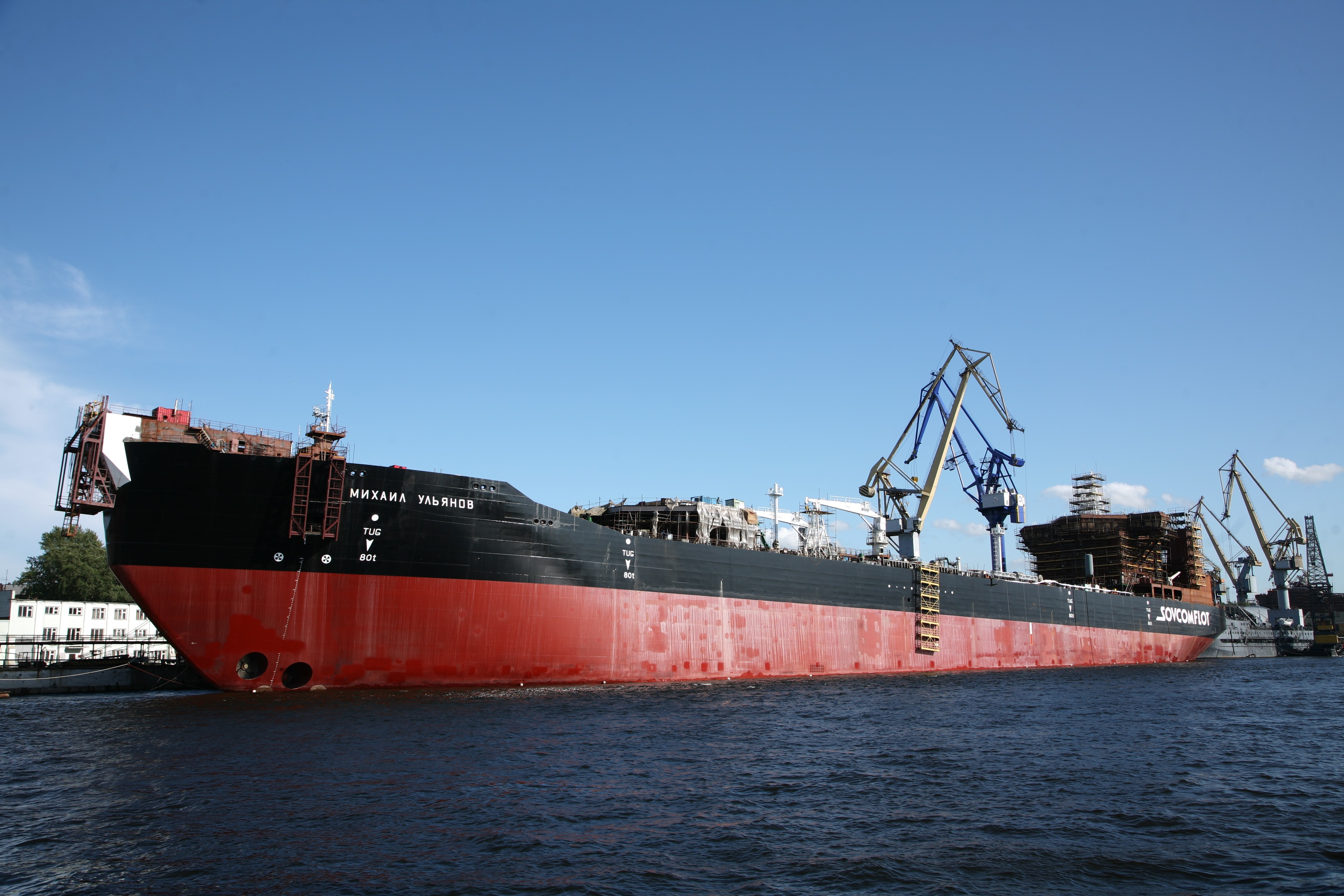
Танкер «Михаил Ульянов», июль 2009 года

- В 2002 году межпоселенческая библиотека в посёлке Муромцево Омской области была названа именем Михаила Ульянова[219].
- В 2005 году в Омской области была учреждена премия в сфере театрального искусства имени М. А. Ульянова, которая присуждается лучшему театру, лучшему актёру и лучшему режиссёру года[220].
- В 2007 году Омскому  государственному Северному драматическому театру в городе Тара, присвоено имя М. А. Ульянова[220]. На здании театра установлена мемориальная доскаю
- В 2008 г. на воду был спущен арктический танкер  проекта Р-70046 "Михаил Ульянов"[220].
- В 2009 году в Москве дочерью Михаила Ульянова Еленой был основан благотворительный фонд «Народный артист СССР» имени Михаила Ульянова который занимается благотворительной деятельностью в сфере помощи ветеранам кино и театра[220].
- В 2011 году на самой высокой точке Омской области установили знак имени Михаила Ульянова[221].
- В 2012 году на народные деньги был установлен бронзовый памятник Михаилу Ульянову по проекту скульптора Андрея Балашова возле здания Северного драмтеатра в Таре[222].
- В 2014 году в Таре, в избе, где в 1930-е—1940-е годы жила семья Ульяновых, был открыт музей, посвящённый актёру[223].
- В 2016 г. мемориальная доска Михаилу Ульянову была открыта на здании Бергамакского сельского дома культуры[220].
- В 2018 года в Омске был установлен памятник Михаилу Ульянову неподалёку от местного драматического театра. Его автором стал народный художник России Салават Щербаков[224].
- В 2021 году в  санатории "Решма" в Кинешемском районе Ивановской области любимый номер актёра был назван "Ульяновским номером"[225].
- В 2024 году, в День театра, в Москве в Михайловском саду в Замоскворечье  был установлен памятник актёру  по проекту скульпторов Андрея Балашова и Игоря Бурганова[226][227].

Творчеству и памяти актёра посвящены документальные фильмы и телепередачи:
- 1988 —  «Михаил Ульянов. Хроника одной роли»( режиссер Марина Голдовская).
- 2007 — «Жизнь и судьба артиста Михаила Ульянова» («ТВ Центр»)[228]
- 2007 — «Михаил Ульянов. „Человек, которому верили“» («Первый канал»)[229]
- 2007 — «Михаил Ульянов. „Как быстро пролетела жизнь“» («Первый канал»)[230]
- 2009 — «Синее море… белый пароход…»  Режиссёр Валерия Гаврилина (документальный)
- 2011 — «Михаил Ульянов. О времени и о себе» (документальный). Режиссёр Галина Евтушенко. Фильм удостоен премии «Золотой орёл» как лучший документальный фильм года[231].
- 2012 — «Михаил Ульянов. „Маршал советского кино“» («Первый канал»)[232][233]
- 2016 — «Михаил Ульянов. „Горькая исповедь“» («ТВ Центр»)[234]
- 2016 — «Михаил Ульянов. „Последний день“» («Звезда»)[235]
- 2017 — «Михаил Ульянов. „Легенды кино“» («Звезда»)[236]
- 2020 — «Михаил Ульянов. „Вечный самосуд“» («ТВ Центр»)[237]